# Disque dur

Schéma d'un disque dur IDE.

Un disque dur (parfois abrégé DD ; en anglais, hard disk drive, HD ou HDD) est une mémoire de masse à disque tournant magnétique utilisée principalement dans les ordinateurs, mais également dans des baladeurs numériques, des caméscopes, des lecteurs/enregistreurs de DVD de salon, des consoles de jeux vidéo, etc.
Inventé en 1956, le disque dur a fait l'objet d'évolutions de capacité et de performances considérables, tout en voyant son coût diminuer, ce qui a contribué à la généralisation de son utilisation, particulièrement dans l'informatique. Avec l'arrivée des disques SSD, la part de marché des disques durs est en baisse.

## Historique

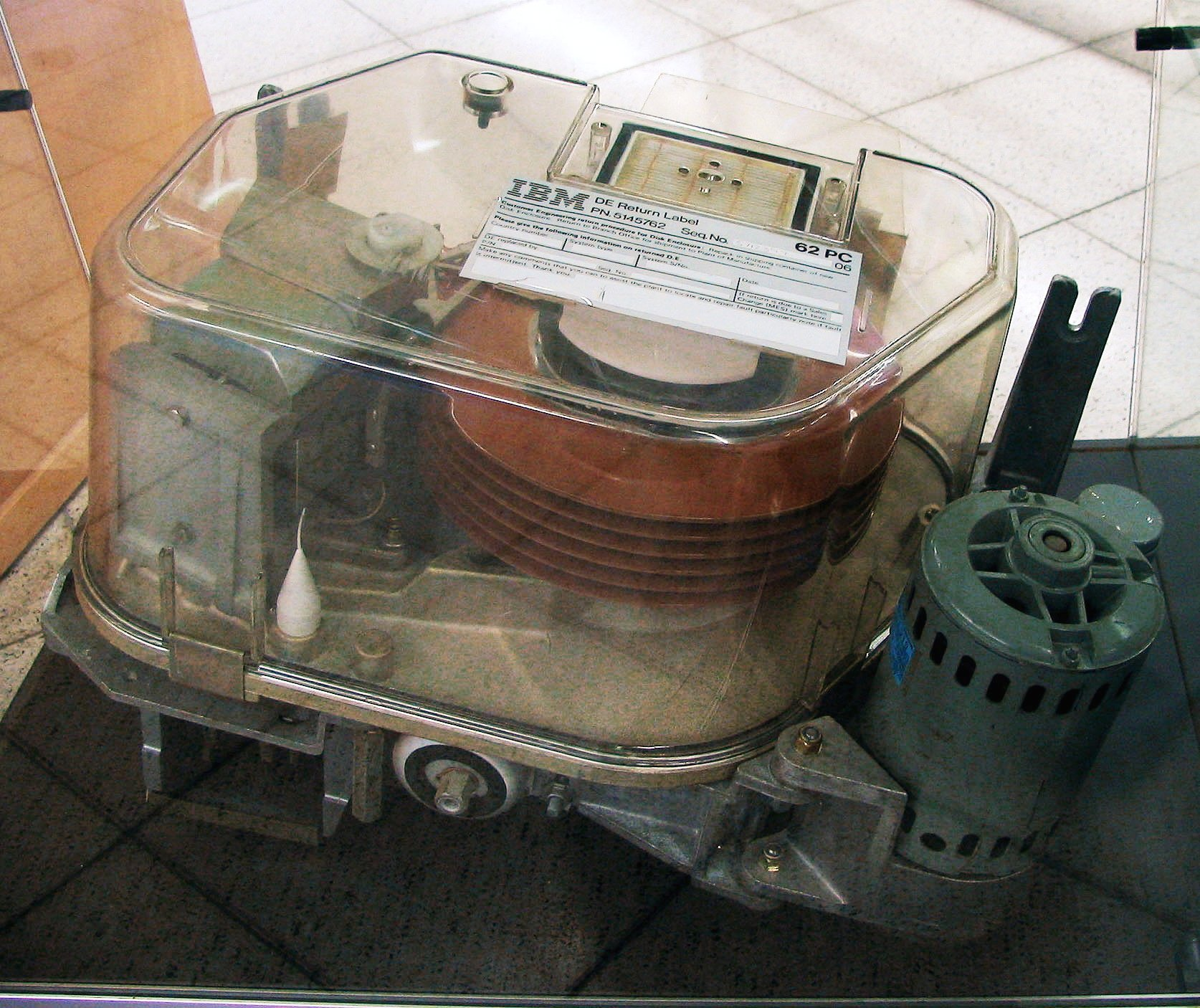
Ancien disque dur IBM.

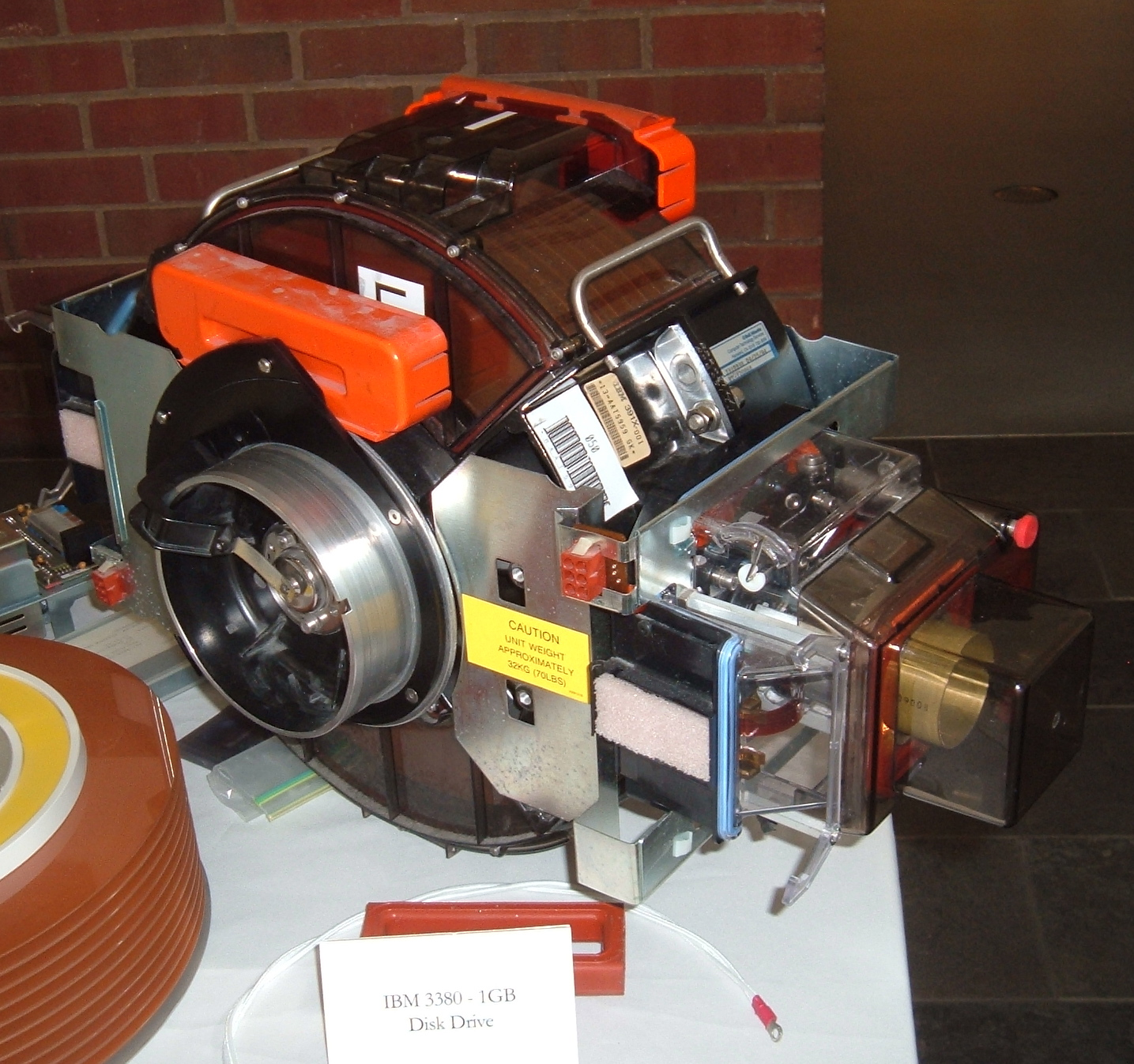
Disque dur IBM 3380 d'une capacité d'1 Go.

En 1956, le premier système de disque dur s'appelle l'IBM 350. Il est utilisé dans le RAMAC 305 (RAMAC pour « Random Access Method of Accounting and Control »). Il est dévoilé au public par IBM. La production commerciale commence en juin 1957 et, jusqu'en 1961, plus d'un millier d'unités sont vendues. Son prix est alors de 10 000 dollars par mégaoctet. Le RAMAC 305 est constitué de 50 disques de 24 pouces de diamètre et de deux têtes de lecture/écriture qui peuvent se déplacer d'un plateau à un autre en moins d'une seconde. La capacité totale est de cinq millions de caractères.
Le RAMAC a déjà un concurrent : le Univac File Computer, composé de 10 tambours magnétiques chacun d'une capacité de 180 000 caractères. Bien que ce dernier ait une vitesse supérieure, c'est le RAMAC, qui peut stocker trois fois plus d'informations, qui a le rapport coût/performance le plus intéressant pour le plus grand nombre d'applications.
En juin 1954, J. J. Hagopian, ingénieur IBM, a l'idée de faire « voler » les têtes de lecture/écriture au-dessus de la surface des plateaux, sur un coussin d'air. Il propose le design de la forme de ces têtes. En septembre 1954, il dessine l'équivalent des disques durs actuels : des plateaux superposés et un axe sur lequel sont fixées les têtes de lecture/écriture. Cela devient un produit commercial en 1961 sous la dénomination « IBM 1301 Disk Storage ».

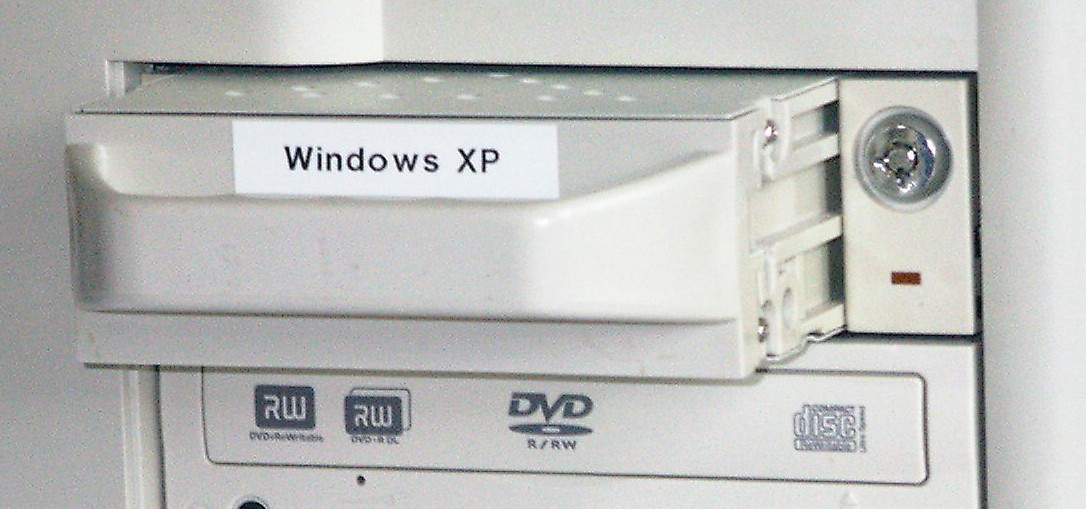
Disque amovible SATA.

En 1962, IBM sort son périphérique de stockage à disque dur amovible modèle 1311 ; il fait la taille d'une machine à laver et peut enregistrer jusqu'à deux millions de caractères sur une pile de disques. Les utilisateurs peuvent acheter des paquets de disques supplémentaires et les échanger au besoin, un peu comme des bobines de bande magnétique. Les modèles ultérieurs d'unité d'entraînement pour piles de disques amovibles, d'IBM et d'autres, sont devenus la norme dans la plupart des installations informatiques de l'époque. Ils ont atteint des capacités de 300 Mo dans le début des années 1980. Les unités de disques durs non amovibles ont été appelées « lecteur-enregistreurs de disques durs fixes ».
Fin 1969, trois ingénieurs réfléchissent à ce qui pourrait être pour eux le système disque idéal. Ils tombent d'accord sur un modèle composé de deux disques de 30 Mo chacun, l'un amovible, l'autre fixe. On le nomme « 30 - 30 », comme un modèle de carabine Winchester. Le nom est resté, et encore aujourd'hui un disque « Winchester », désigne un disque dur non amovible (soit quasiment tous les disques internes depuis les années 1990).
Dans les années 1970, HP sort ses premiers disques à têtes mobiles ; d'abord le HP-7900A, suivi des HP-7905, 7920 et 7925 ; tous ces disques possèdent des cartouches amovibles.
À la même époque, il existe des disques durs à têtes fixes : un certain nombre de têtes permettent un accès piste-à-piste très rapide avec, certes, une capacité inférieure aux disques à têtes mobiles mais moins fragiles mécaniquement ; ils sont utilisés pour les applications embarquées, notamment en sismique par réflexion.
À cette époque, le disque dur a remplacé efficacement les tambours et les bandes, reléguant peu à peu ces dernières à des applications d'archivage et de sauvegarde dans les années 1990.

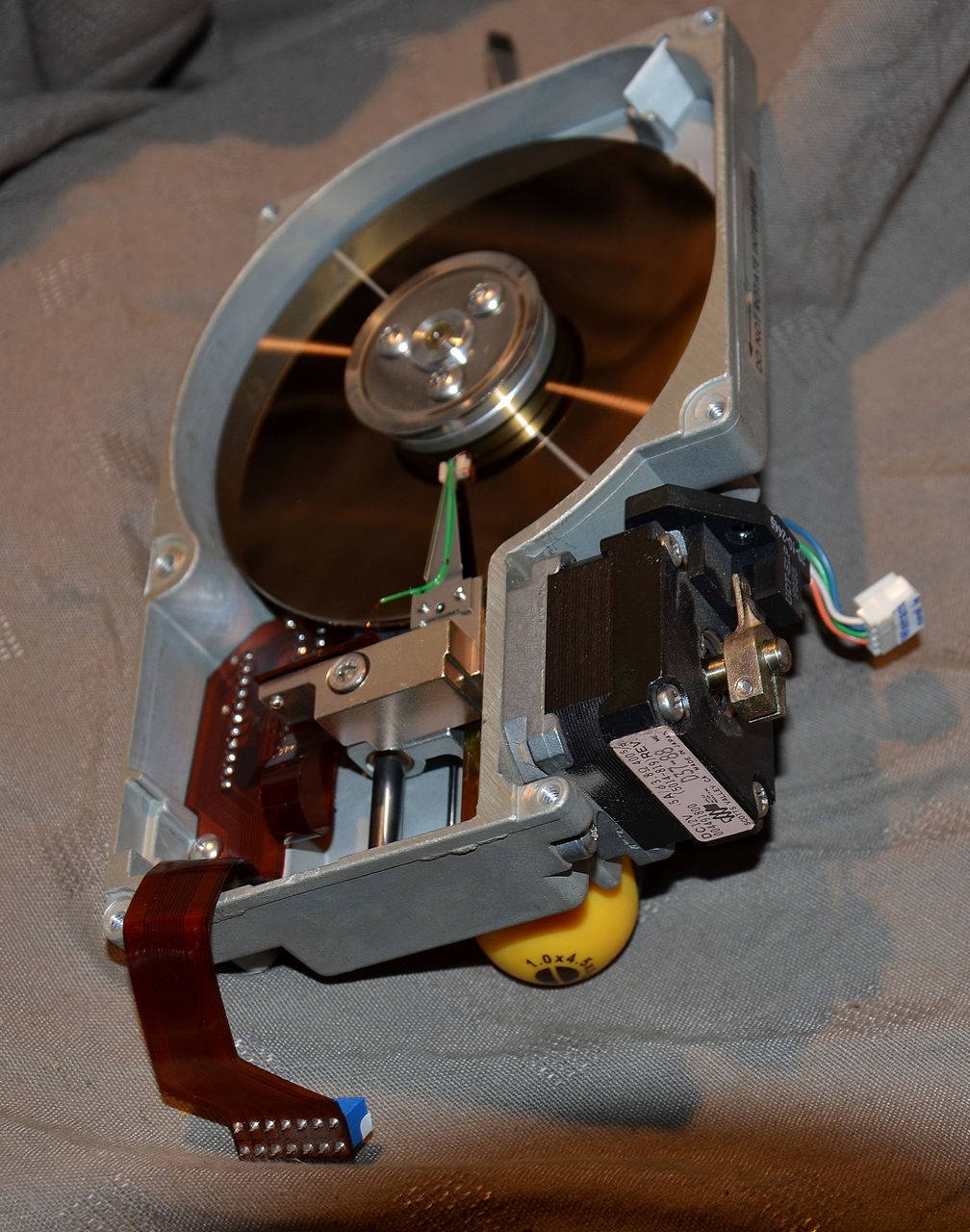
Disque de 1990 avec avancement des têtes de lecture par mouvement tangentiel.

Dans les années 1980, HP sort de nouveaux disques, plus performants : les HP-7933 et HP-7935 à pack amovible.
À cette époque apparaissent des disques reliés directement sur les réseaux NAS et SAN, suivis par d'autres applications dans lesquelles le disque dur trouve son utilité : stockage d'information de caméscopes, de lecteurs/enregistreurs de DVD de salon, de consoles de jeux vidéo, etc.
Au cours des années 1990, la taille des disques durs est considérablement réduite grâce aux travaux d'Albert Fert et de Peter Grünberg sur la magnétorésistance géante,. Leur prix se démocratise et tous les ordinateurs personnels deviennent équipés d'un disque dur, et non plus seulement de lecteurs de disquettes.
En 1998, année du centenaire de l'enregistrement magnétique (inventé par le Danois Valdemar Poulsen), IBM commercialise le premier disque dur de 25 gigaoctets (Deskstar 25 GP), capacité présentée à l'époque par la presse comme disproportionnée par rapport aux besoins réels des particuliers. En effet, ils n'avaient pas encore accès en masse à Internet ni au téléchargement, en particulier le téléchargement illégal.
Dans les années 2000, le disque dur se met à concurrencer les disquettes en raison de la baisse de son coût au gigaoctet et de sa plus grande commodité d'accès ; vers la fin de cette même décennie, il commence à être remplacé lui-même comme mémoire de masse, pour les petites capacités (4 à 32 Go), par des stockages à mémoire flash qui, bien que plus onéreux, n'imposent pas le délai de latence dû à la rotation des plateaux.
En 2011, le besoin du marché en disques durs est évalué à 700 millions d'unités par an.
Au quatrième trimestre de 2011, des inondations en Thaïlande provoquent une pénurie de disques durs, en rendant inopérantes plusieurs usines, ce qui provoque une augmentation importante des prix,. Certains modèles voient leur prix doubler, voire tripler.

### Évolutions en termes de prix ou de capacité
Entre 1980, date de sortie du ST-506 d'une capacité de 5 Mo, et 2008, la surface moyenne occupée par un bit d'information sur le disque s'est vue réduite d'un facteur de plus de 100 000 (5 Mo pour un plateau en 1980 et 500 Go en 2008, soit une densité 100 000 fois supérieure).
Dans le même temps, le prix du mégaoctet a été divisé par plus d'un million, sans tenir compte de l'inflation, car :
- en 1980, le ST-506 coûtait 1 500 $, soit 300 $/Mo ;
- en 2008, le mégaoctet d'un disque dur ne coûte plus qu'environ 0,000 22 $[13].

#### Capacité de stockage

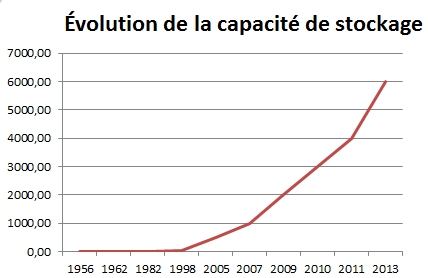
Évolution de la capacité de stockage (en Go) du disque dur depuis le premier disque dur en 1956.

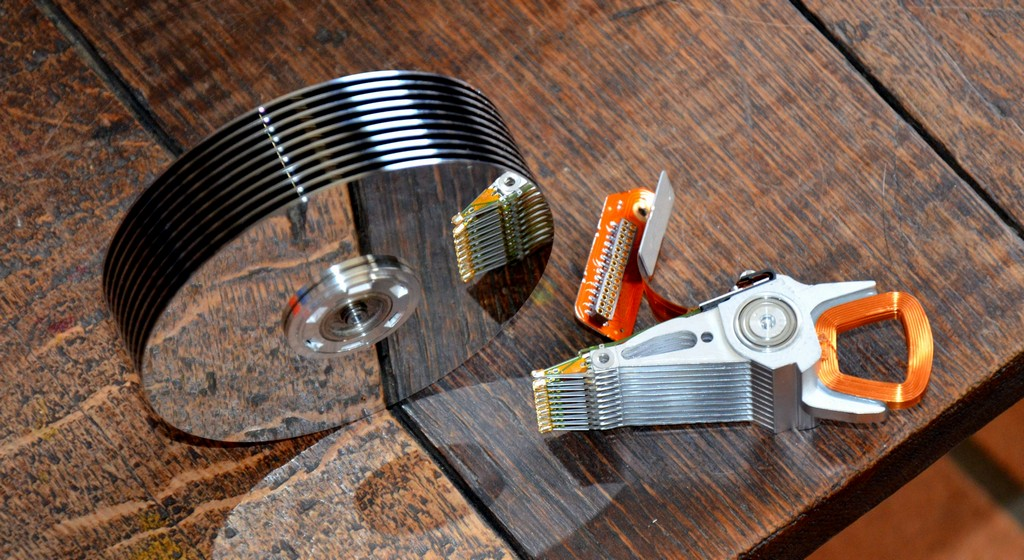
Disque Seagate de 36 Go.

Les disques durs ayant les capacités les plus importantes sur le marché dépassent les 14 To (téraoctets) (2017) et 20 To en 2022. Le constructeur Seagate a annoncé en mars 2021 que des disques de capacités de 30 To, 50 To et 100 To seront disponibles respectivement en 2023, 2026 et 2030. La capacité des disques durs a augmenté beaucoup plus vite que leur rapidité, limitée par la mécanique. Le temps d'accès en lecture est lié à la vitesse de rotation du disque et au temps de positionnement des têtes de lecture. Le débit d'information ensuite est d'autant meilleur que la densité du disque et la vitesse de rotation sont élevées.
- En 1997, le standard pour les PC de bureau est de 2 Go pour les disques durs de 3,5 pouces.
- Vers 2002, les disques durs de 40 Go sont courants pour des PC de bureau.
- En 2009, le standard pour les PC de bureau est de 1 To (à partir de 0,1 €/Go en août 2008) et de 500 Go pour les PC portables.
- En 2022, 2 à 8 To sont devenus courants. Pour les « faibles capacités » de moins de 500 Go environ, ils sont remplacés, de plus en plus, par des mémoires électroniques de type carte SD ou « disques » SSD, notamment dans les appareils nécessitant un support de stockage léger et peu encombrant.

| Capacité | Année | Fabricant       | Modèle                | Taille |
| -------- | ----- | --------------- | --------------------- | ------ |
| 5 Mo     | 1956  | IBM             | 350 Ramac             | 24"    |
| 28 Mo    | 1962  | IBM             | modèle 1301           |        |
| 1,02 Go  | 1982  | Hitachi         | H8598                 | 14"    |
| 25 Go    | 1998  | IBM             | Deskstar 25 GP        | 3,5"   |
| 500 Go   | 2005  | Hitachi         |                       | 3,5"   |
| 1 To     | 2007  | Hitachi         | Deskstar 7K1000       | 3,5"   |
| 2 To     | 2009  | Western Digital | Caviar Green WD20EADS | 3,5"   |
| 3 To     | 2010  | Seagate         |                       | 3,5"   |
| 4 To     | 2011  | Hitachi         | 7K4000                | 3,5"   |
| 6 To     | 2013  | HGST            | WD Red Pro            | 3,5"   |
| 8 To     | 2014  | Seagate         | Archive HDD           | 3,5"   |
| 10 To    | 2015  | HGST            | Ultrastar He10        | 3,5"   |
| 14 To    | 2018  | Seagate         | Exos X14              | 3,5"   |
| 16 To    | 2019  | Seagate         | Exos X16              | 3,5"   |
| 18 To    | 2020  | Seagate         | Exos X18              | 3,5"   |
| 26 To    | 2022  | Western Digital | Ultrastar             | 3,5"   |
| 32 To    | 2024  | Seagate         | HAMR                  | 3,5"   |

En 2,5 pouces (2,5") :
- premier disque 200 Go 2,5" sur un seul plateau en avril 2007 (Toshiba)[26] ;
- premier disque 1 To 2,5" en août 2009 (Western Digital Scorpio Blue WD10TEVT)[27].

## Principe de fonctionnement

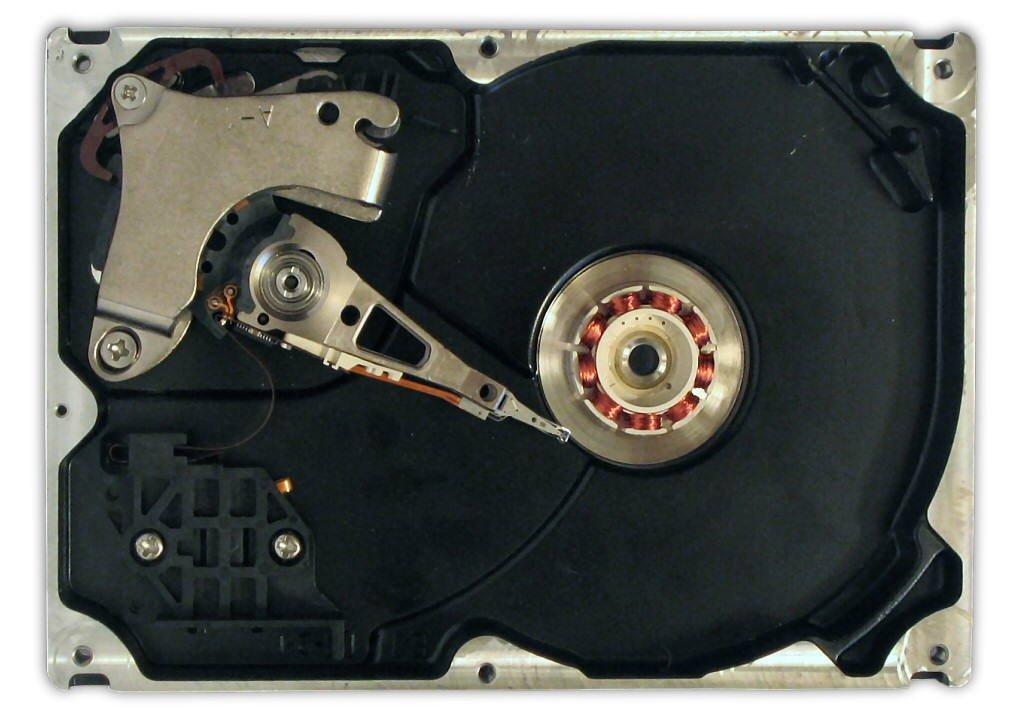
L'intérieur d'un disque dur dont le plateau a été retiré. Sur la gauche se trouve le bras de lecture/écriture. Au milieu, on peut voir les électroaimants du moteur du plateau.

Dès 1956, dans un disque dur, on trouve des plateaux rigides en rotation. Chaque plateau est constitué d'un disque réalisé généralement en aluminium, qui a les avantages d'être léger, facilement usinable et paramagnétique. À partir de 1990, de nouvelles techniques utilisent le verre ou la céramique, qui permettent des états de surface encore plus lisses que ceux de l'aluminium. Les faces de ces plateaux sont recouvertes d'une couche magnétique, sur laquelle sont stockées les données. Ces données sont écrites en code binaire {0/1} sur le disque grâce à une tête de lecture/écriture, petite antenne très proche du matériau magnétique. Suivant le courant électrique qui la traverse, cette tête modifie le champ magnétique local pour écrire soit un 1, soit un 0, à la surface du disque. Pour lire, le même matériel est utilisé, mais dans l'autre sens : le mouvement du champ magnétique local engendre aux bornes de la tête un potentiel électrique qui dépend de la valeur précédemment écrite, on peut ainsi lire un 1 ou un 0.
Un disque dur typique contient un axe central autour duquel les plateaux tournent à une vitesse de rotation constante. Toutes les têtes de lecture/écriture sont reliées à une armature qui se déplace à la surface des plateaux, avec une ou deux têtes par plateau (une tête par face utilisée). L'armature déplace les têtes radialement à travers les plateaux pendant qu'ils tournent, permettant ainsi d'accéder à la totalité de leur surface.
Le disque peut-être positionné horizontalement ou verticalement selon le boîtier.
L'électronique associée contrôle le mouvement de l'armature ainsi que la rotation des plateaux, et elle réalise les lectures et les écritures suivant les requêtes reçues. Les firmwares des disques durs récents sont capables d'organiser les requêtes de manière à minimiser le temps d'accès aux données, et donc à maximiser les performances du disque.

### Géométrie

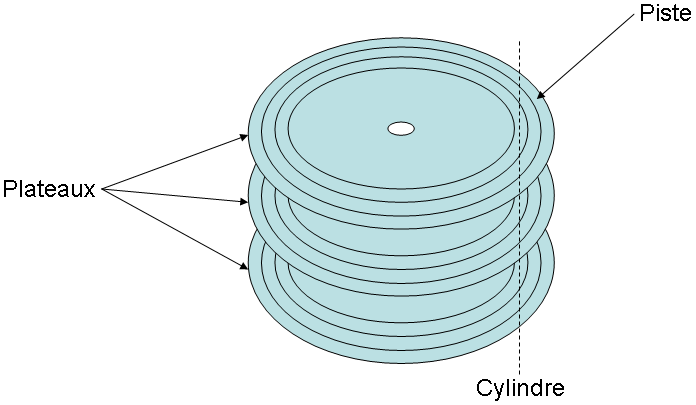
Géométrie d'un disque dur : ici, trois plateaux avec six têtes de lectures pour six surfaces.

Chaque plateau (possédant le plus souvent deux surfaces utilisables) est composé de pistes concentriques initialement séparées les unes des autres par une zone appelée « espace interpiste ». Cette zone disparaît pour les disques durs à plus grande capacité et les pistes sont superposées les unes aux autres dans un format SMR dit enregistrement magnétique à bardeau plus dense mais moins rapide à l'écriture.
Les pistes situées à une même distance de l'axe de rotation forment un cylindre.
La piste est divisée en blocs (composés de secteurs) contenant les données.

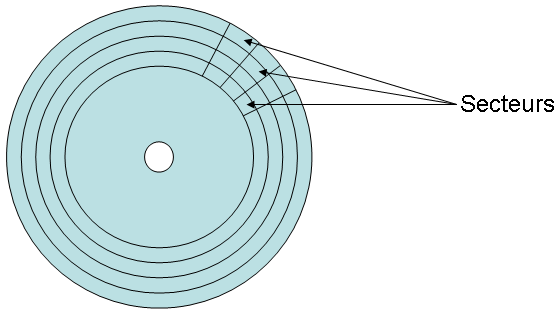
Géométrie d'une surface. Les pistes sont concentriques, les secteurs contigus.

En adressage CHS, il faut trois coordonnées pour accéder à un bloc (ou secteur) de disque :
1. Le numéro de la piste (qui détermine la position du bras portant l'ensemble des têtes) ;
2. Le numéro de la tête de lecture (choix de la surface) ;
3. Le numéro du bloc (ou secteur) sur cette piste (qui détermine à partir de quel endroit il faut commencer à lire les données).

Cette conversion est faite le plus souvent par le contrôleur du disque à partir d'une adresse absolue de bloc appelée LBA (un numéro compris entre 0 et le nombre total de blocs du disque diminué de 1).
Puisque les pistes sont circulaires (leur circonférence {\displaystyle c} est fonction du rayon {\displaystyle r} : {\displaystyle c={2*\pi *r}}), les pistes extérieures ont une plus grande longueur que les pistes intérieures (leur circonférence est plus grande). Le fait que la vitesse de rotation des disques soit constante quelle que soit la piste lue/écrite par la tête est donc problématique. Sur les premiers disques durs (ST-506 par exemple), le nombre de secteurs par rotation était indépendant du numéro de piste (donc les informations étaient stockées avec une densité spatiale variable selon la piste). Depuis les années 1990 et la généralisation du zone bit recording (en), la densité d'enregistrement est devenue constante, avec une variation du nombre de secteurs selon la piste.
Sur les premiers disques, une surface était formatée en usine et contenait les informations permettant au système de se synchroniser (de savoir quelle était la position des têtes à tout moment). Cette surface était dénommée « servo ». Par la suite, ces zones de synchronisation ont été insérées entre les blocs de données, mais elles sont toujours formatées en usine (dans la norme SCSI, il existe une commande FORMAT qui réenregistre intégralement toutes les informations de toutes les surfaces, elle n'est pas nécessairement mise en œuvre sur tous les disques). Typiquement donc, on trouvera sur chaque piste une succession de : 
1. Un petit espace « blanc » (en anglais : gap) : il laisse à la logique du contrôleur de disque une zone inutilisée de cette piste du disque pendant le temps nécessaire au basculement du mode lecture au mode écriture et inversement (cela permet également de compenser de légères dérives de la vitesse de rotation des surfaces de disque) ;
2. Une zone servo : elle contient des « tops » permettant de synchroniser la logique du contrôleur de disque avec les données qui vont défiler sous la tête de lecture juste après ;
3. Un en-tête contenant le numéro du bloc qui va suivre : il permet au contrôleur du disque de déterminer le numéro de secteur que la tête de lecture va lire juste après (et par là de déterminer également si le bras portant les têtes est positionné sur la bonne piste) ;
4. Les données : ce qui est véritablement stocké par l'utilisateur du disque ;
5. Une somme de contrôle permettant de détecter/corriger des erreurs : cela fournit également un moyen de mesurer le vieillissement du disque dur (il perd petit à petit de sa fiabilité).

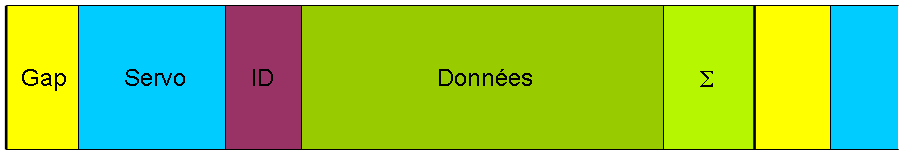
Format d'un secteur. Il ne contient pas que les données stockées, mais aussi un préambule permettant de synchroniser le système d'asservissement du disque, un en-tête avec l'identifiant du bloc et enfin une somme de contrôle permettant de détecter d'éventuelles erreurs.

### Mécanique
Les disques durs à plateaux sont des organes mécaniques, donc fragiles. Il est important de ne pas soumettre les disques, internes ou externes, à des chocs qui pourraient endommager les roulements, ni à des températures de stockage basses qui rendraient le lubrifiant trop visqueux et empêcherait le démarrage.

#### Plateaux

Plateaux de disque dur
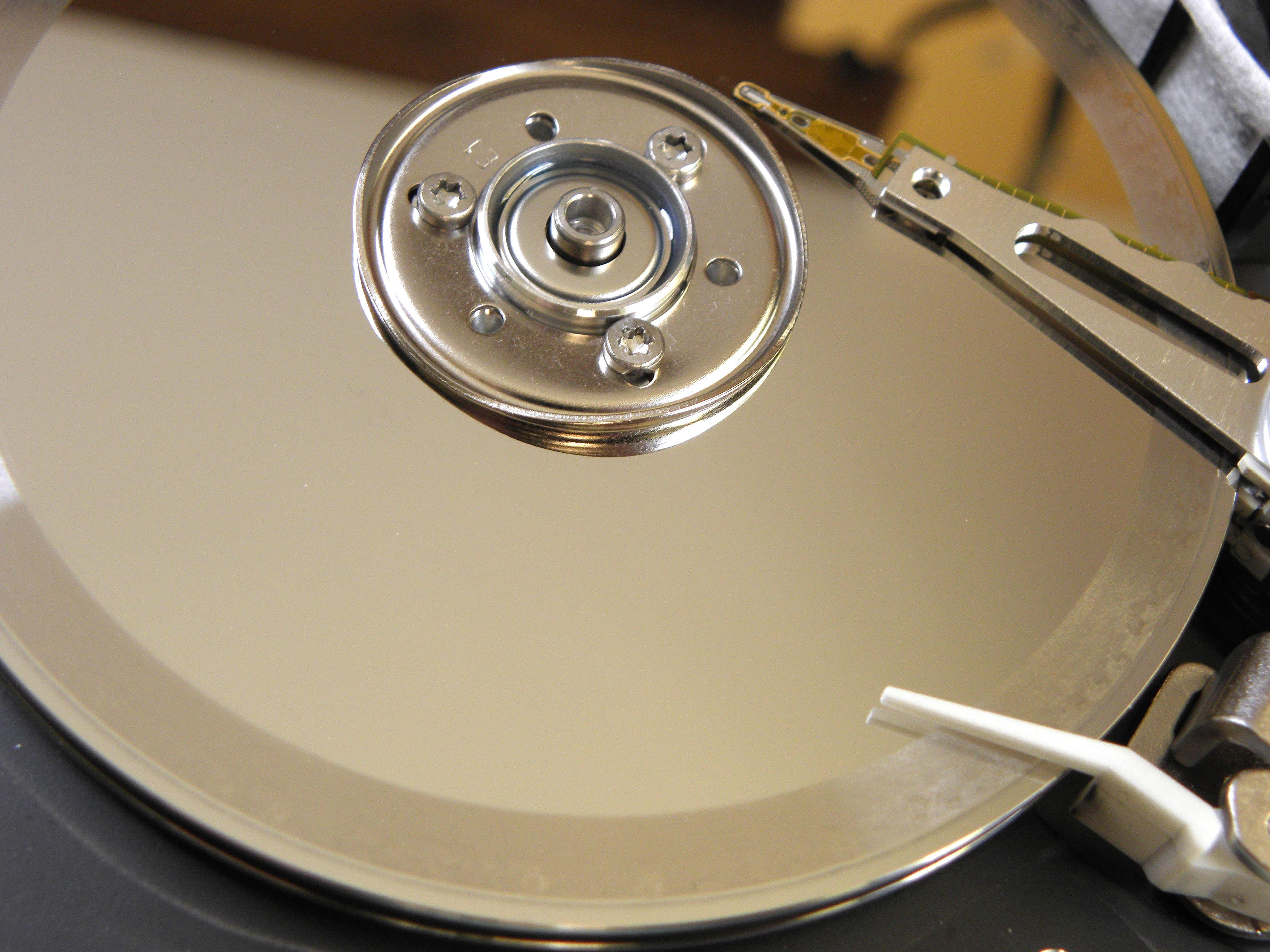
Plateaux de disque dur endommagé.
Structure d'un disque dur à plusieurs plateaux.

Les plateaux sont solidaires d'un axe sur roulements à billes ou à huile. Cet axe est maintenu en mouvement par un moteur électrique. La vitesse de rotation est actuellement (2013) comprise entre 3 600 et 15 000 tr/min (les valeurs typiques des vitesses vont de 3 600 à 10 000 tr/min voire 15 000 tr/min). La vitesse de rotation est maintenue constante sur tous les modèles, en dépit parfois de spécifications floues suggérant le contraire[pas clair]. En effet, suivant l'augmentation des préoccupations environnementales, les constructeurs ont produit des disques visant l'économie d'énergie, souvent dénommés « Green » ; ceux-ci sont annoncés comme ayant une vitesse de rotation variable (la vitesse de rotation n'est pas variable, mais l'électronique du disque arrête complètement la rotation quand le disque n'est pas utilisé pendant une longue période ; d'autres disques récents non dénommés « green » font de même avec, semble-t-il, un délai de mise en veille moins court)[réf. souhaitée], laissant donc supposer qu'au repos ils tourneraient plus lentement en réduisant leur consommation électrique, et augmenteraient cette vitesse en cas de sollicitations. Il a cependant été confirmé (notamment par des tests acoustiques) que cette information était erronée : ces disques fonctionnent bien à vitesse constante, plus faible que la vitesse standard de 7 200 tr/min (soit 5 400 tr/min pour Western Digital et 5 900 tr/min pour Seagate).
Les disques sont composés d'un substrat, autrefois en aluminium (ou en zinc), de plus en plus souvent en verre, traité par diverses couches dont une ferromagnétique recouverte d'une couche de protection.
L'état de surface doit être le meilleur possible.
Contrairement aux CD/DVD, ce sont d'abord les pistes périphériques (c'est-à-dire les plus éloignées du centre du plateau) qui sont écrites en premier (et reconnues comme « début du disque »), car c'est à cet endroit que les performances sont maximales : en effet, la vitesse linéaire d'un point du disque est plus élevée à l'extérieur du disque (à vitesse de rotation constante) donc la tête de lecture/écriture couvre une plus longue série de données en un tour qu'au milieu du disque.

Composant de la tête de lecture/écriture
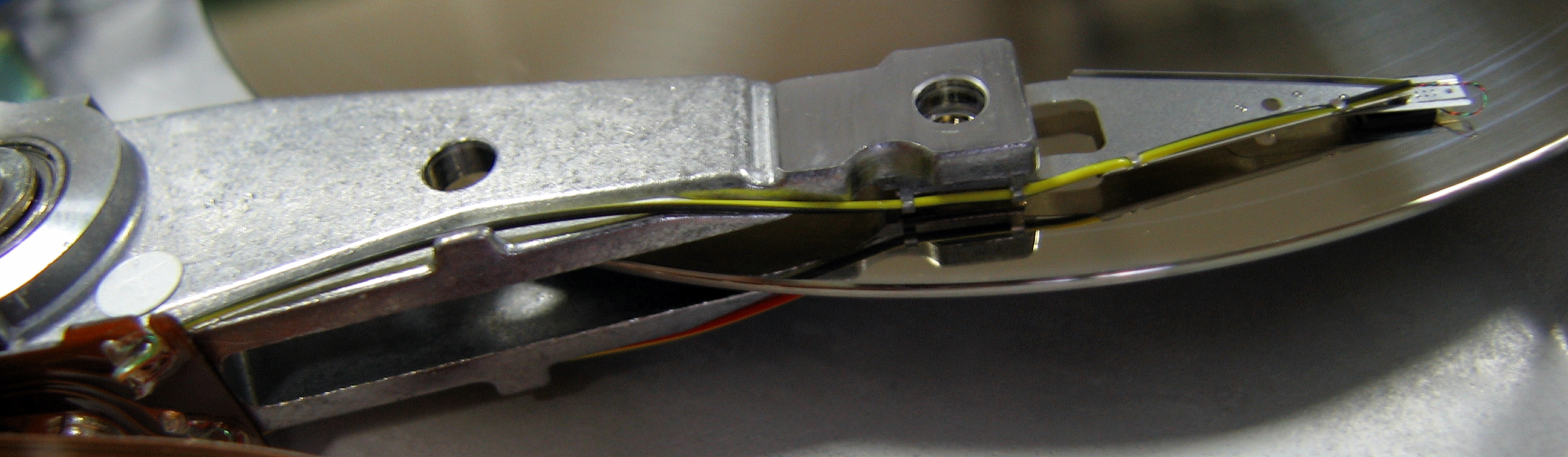
Le bras supportant les deux têtes de lecture/écriture. Les rayures visibles sur la surface du plateau indiquent que le disque dur a été victime d'un « atterrissage ».
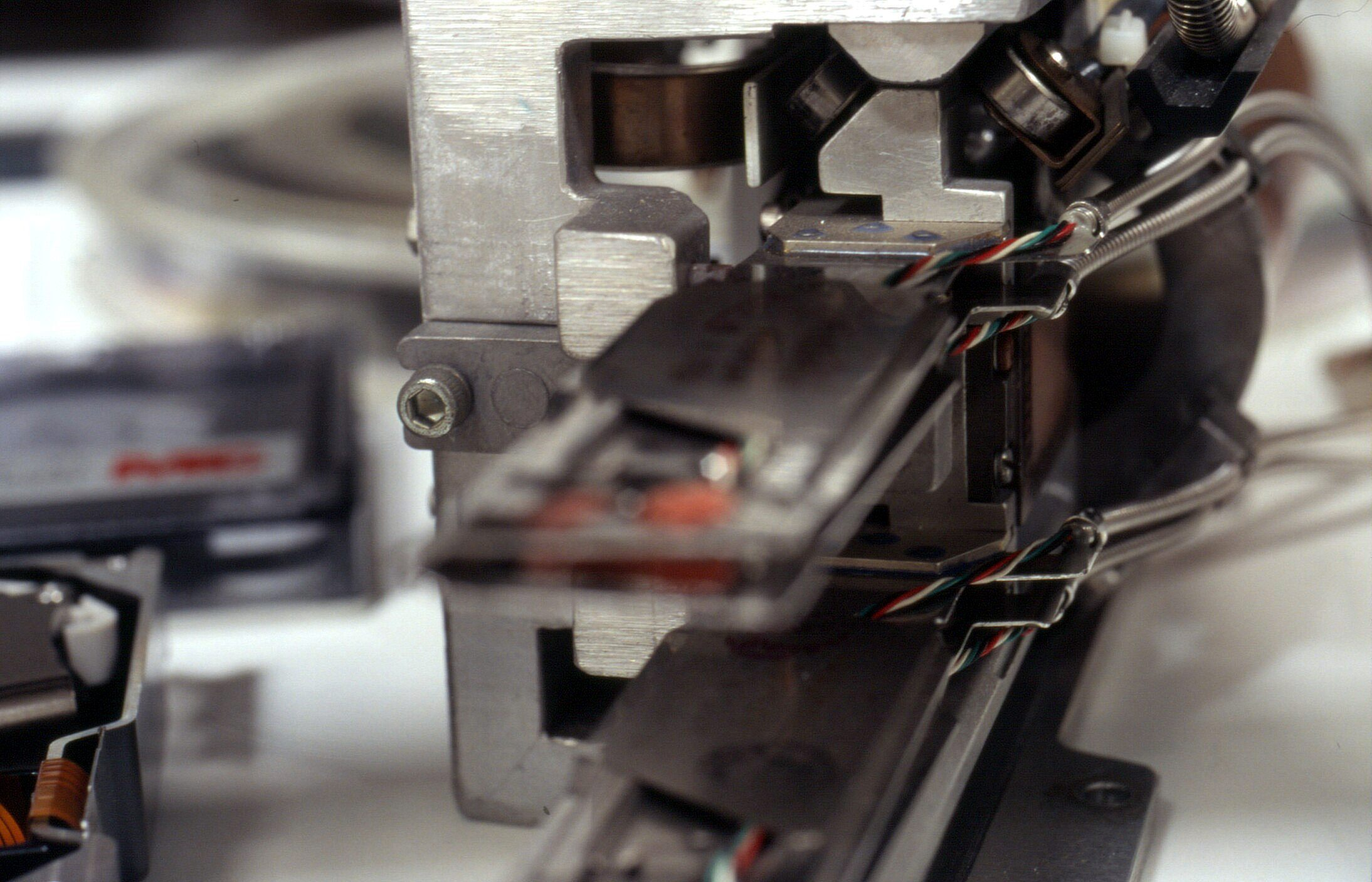
Tête de disque dur de 1970.
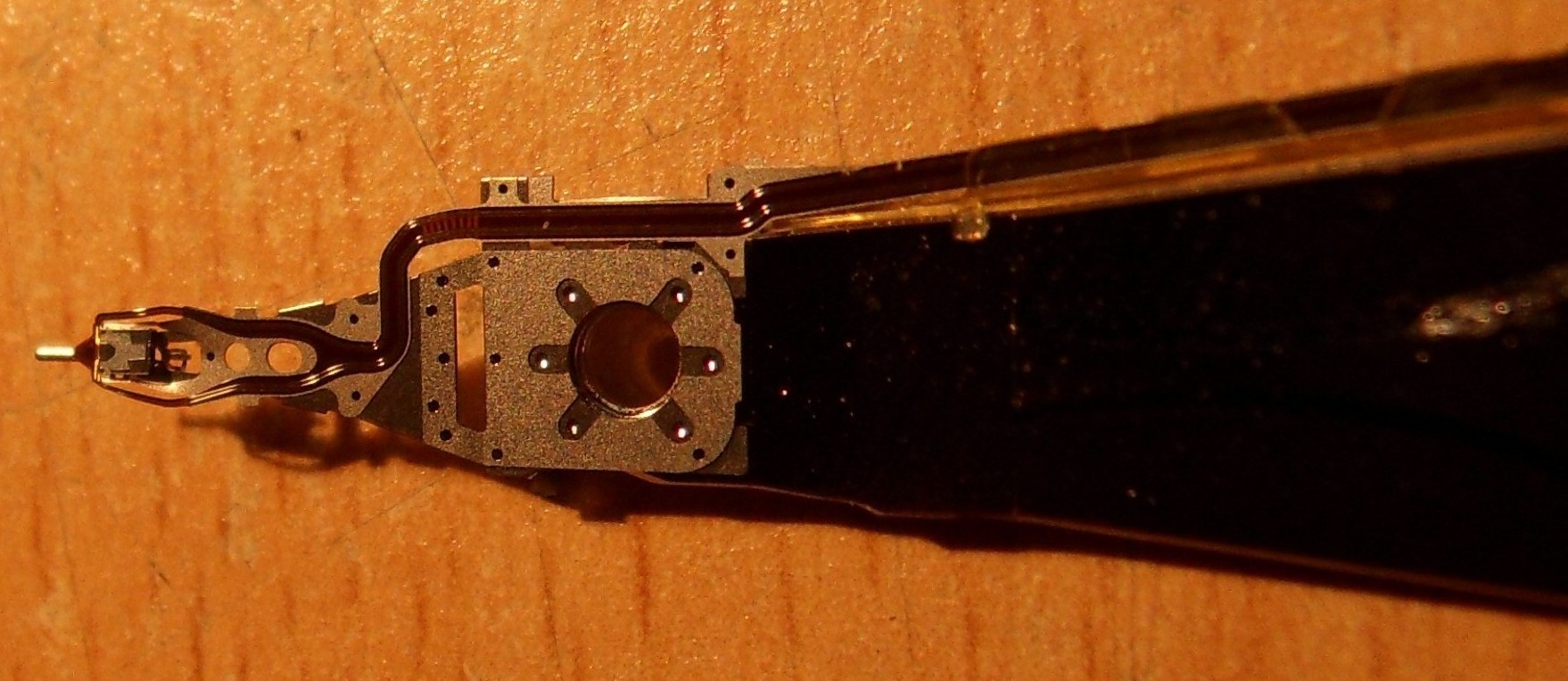
Tête de disque dur de 2011.

Évolution des têtes de lectures
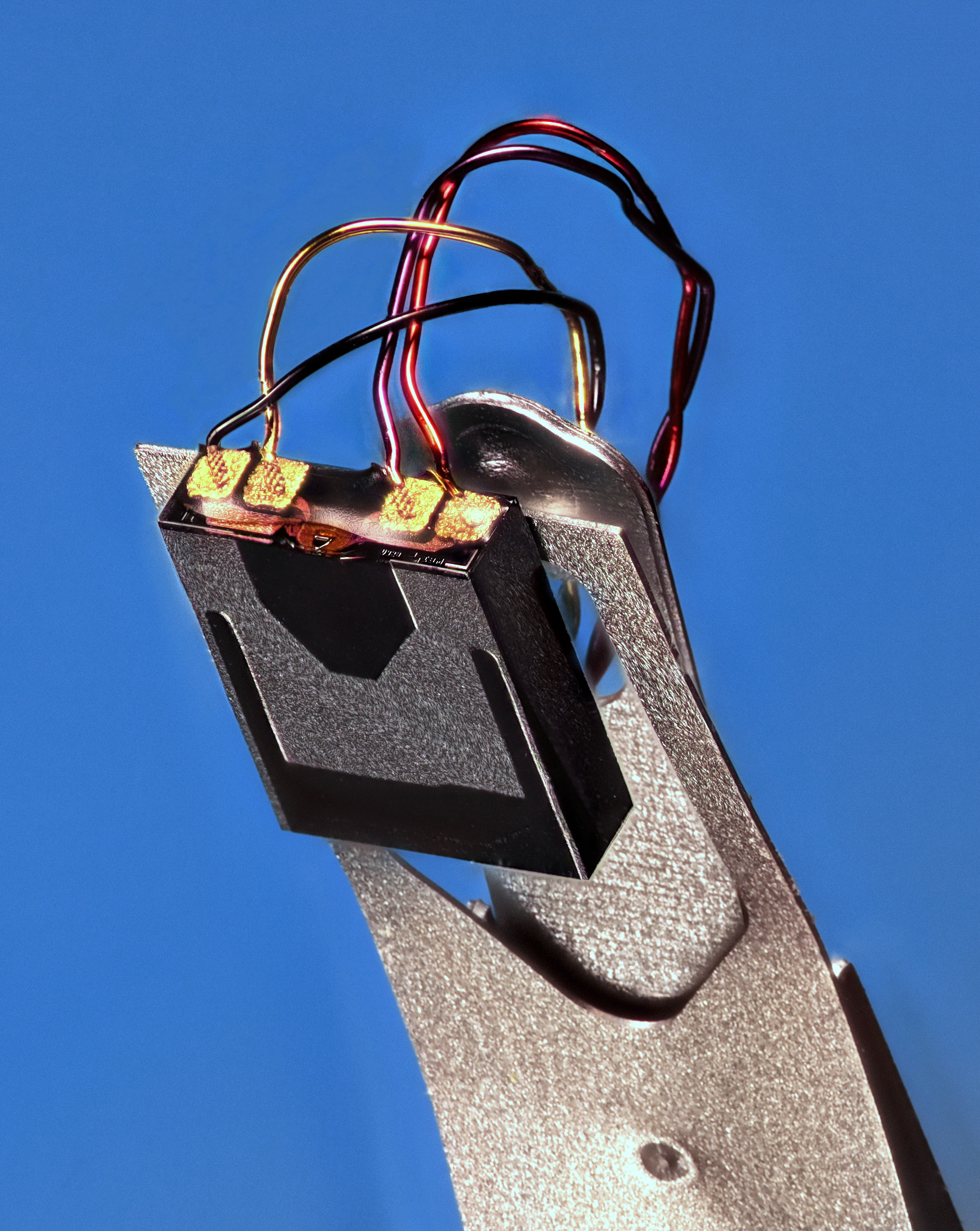
WD Caviar WD205AA, 1999.
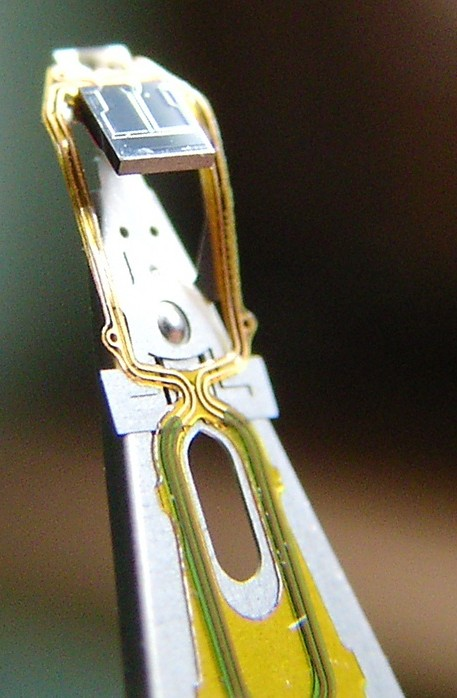
Seagate, 2003.
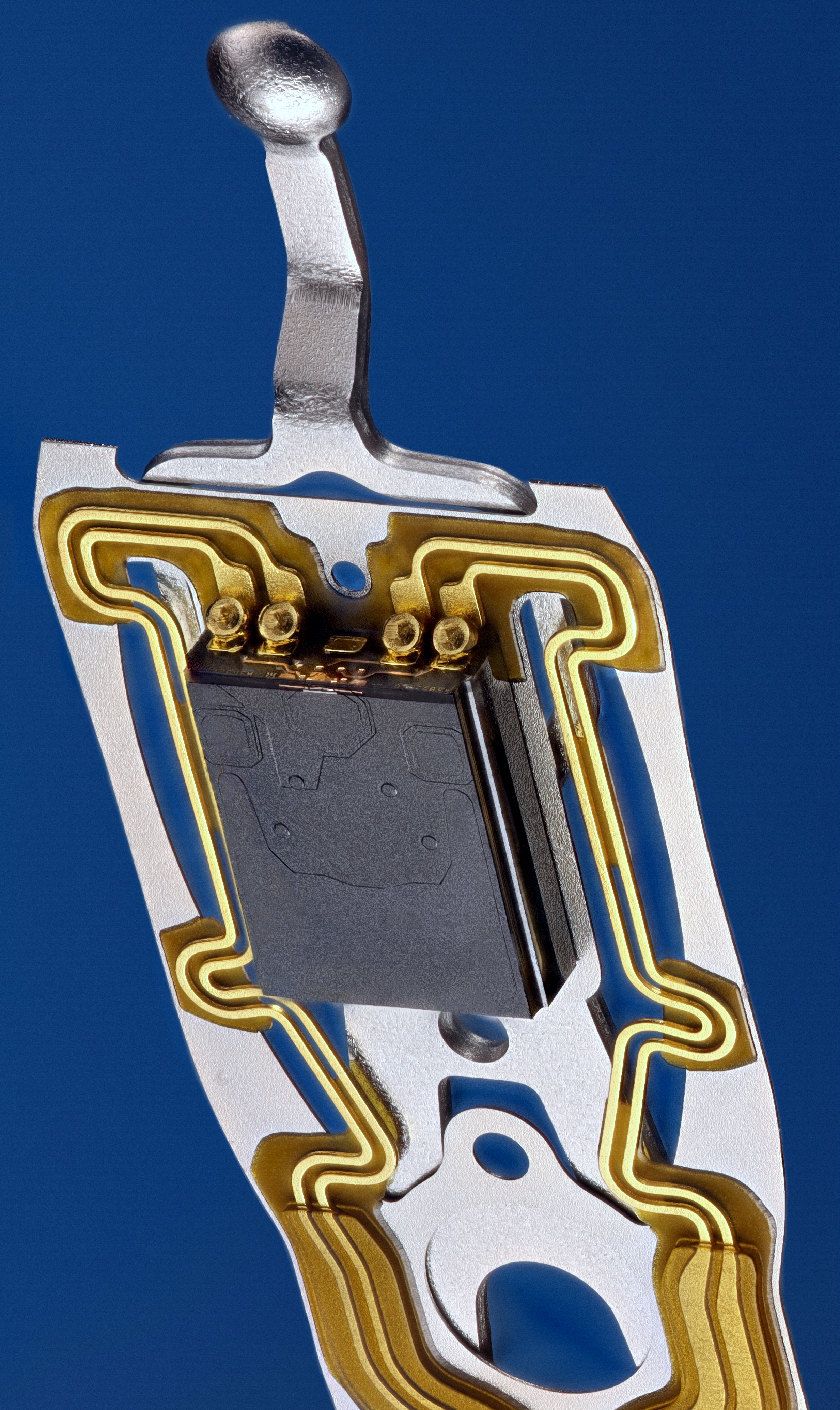
WD800JD Caviar SE, 2003.
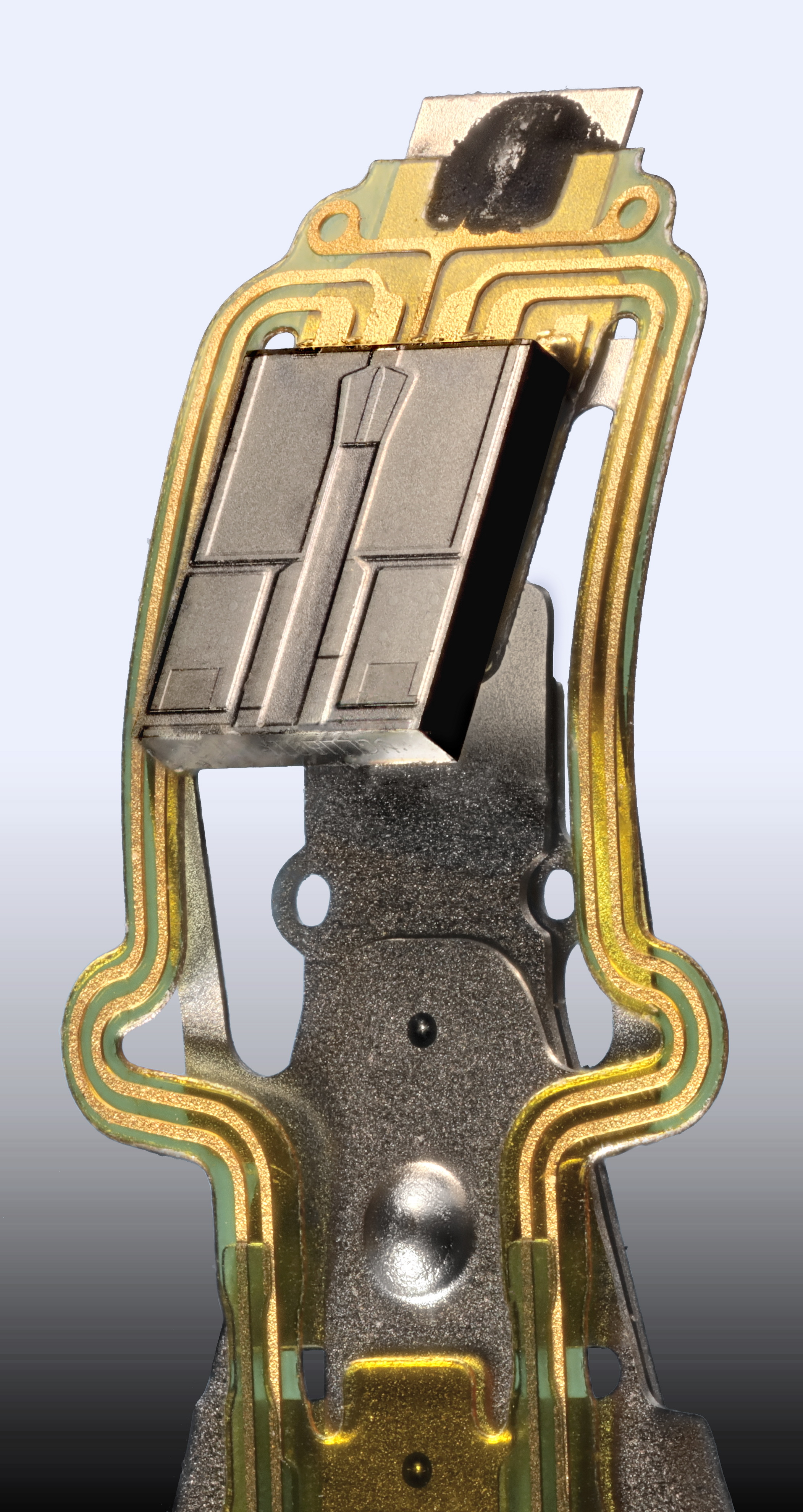
ST3146707LC-146GB, 2005.

Fixées au bout d'un bras, les têtes de lecture/écriture sont solidaires d'un second axe qui permet de les faire pivoter en arc de cercle sur la surface des plateaux. Toutes les têtes pivotent donc en même temps. Il y a une tête par surface. Leur géométrie leur permet de voler au-dessus de la surface du plateau sans le toucher : elles reposent sur un coussin d'air créé par la rotation des plateaux. En 1997, les têtes volaient à 25 nanomètres de la surface des plateaux ; en 2006, cette valeur est d'environ 10 nanomètres.
Le moteur qui les entraîne doit être capable de fournir des accélérations et décélérations très fortes. Un des algorithmes de contrôle des mouvements du bras porte-tête est d'accélérer au maximum puis de freiner au maximum pour que la tête se positionne sur le bon cylindre (pistes situées à une même distance de l'axe de rotation). Il faudra ensuite attendre un court instant pour que les vibrations engendrées par ce freinage s'estompent.
À l'arrêt, les têtes doivent être parquées, soit sur une zone spéciale (la plus proche du centre, il n'y a alors pas de données à cet endroit), soit en dehors des plateaux.
Si une ou plusieurs têtes entrent en contact avec la surface des plateaux, cela s'appelle un « atterrissage » et provoque le plus souvent la destruction des informations situées à cet endroit. Une imperfection sur la surface telle qu'une poussière aura le même effet. La mécanique des disques durs est donc assemblée en salle blanche et toutes les précautions (joints…) sont prises pour qu'aucune impureté ne puisse pénétrer à l'intérieur du boîtier (appelé « HDA » pour « Head Disk Assembly » en anglais).
Les techniques pour la conception des têtes sont (en 2006) :
- tête inductive ;
- tête MR — MagnétoRésistive ;
- tête GMR — Giant MagnétoRésistive ;
- tête HAMR — enregistrement magnétique assisté par la chaleur ;
- tête MAMR— enregistrement magnétique assisté par micro-ondes.

Détail des têtes de lecture/écriture d'un disque dur
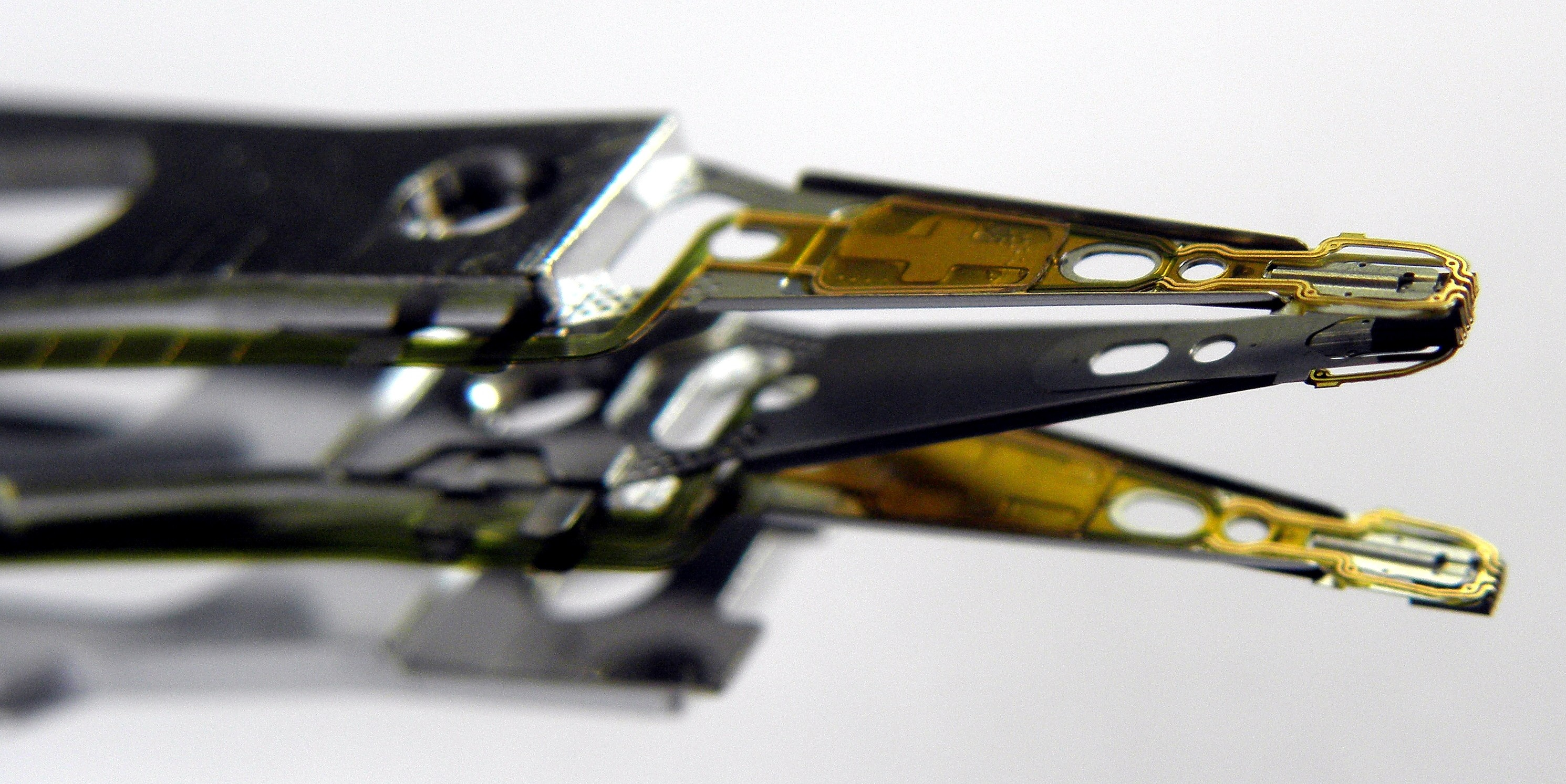
Deux tètes.
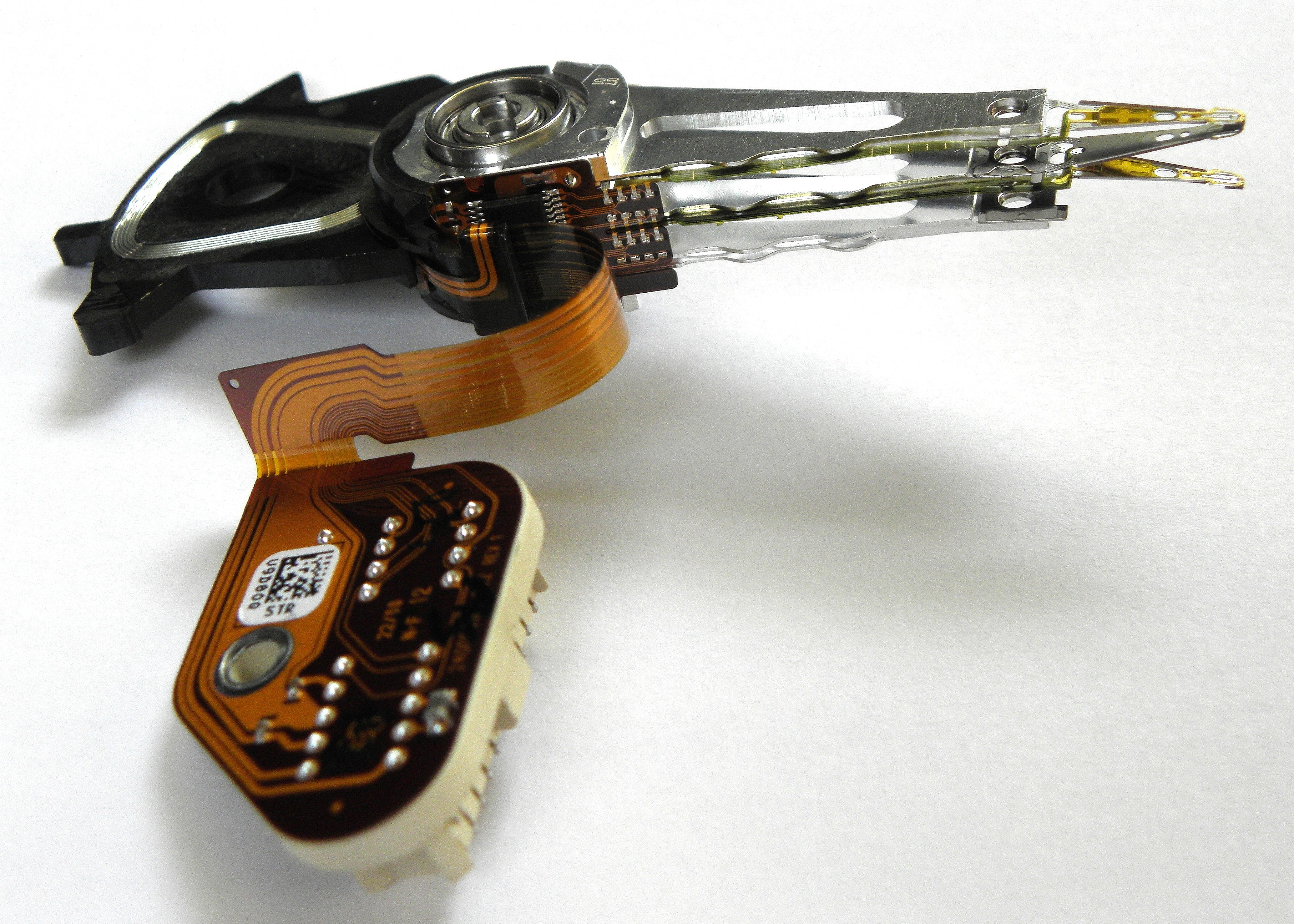
Têtes et leur câblage.
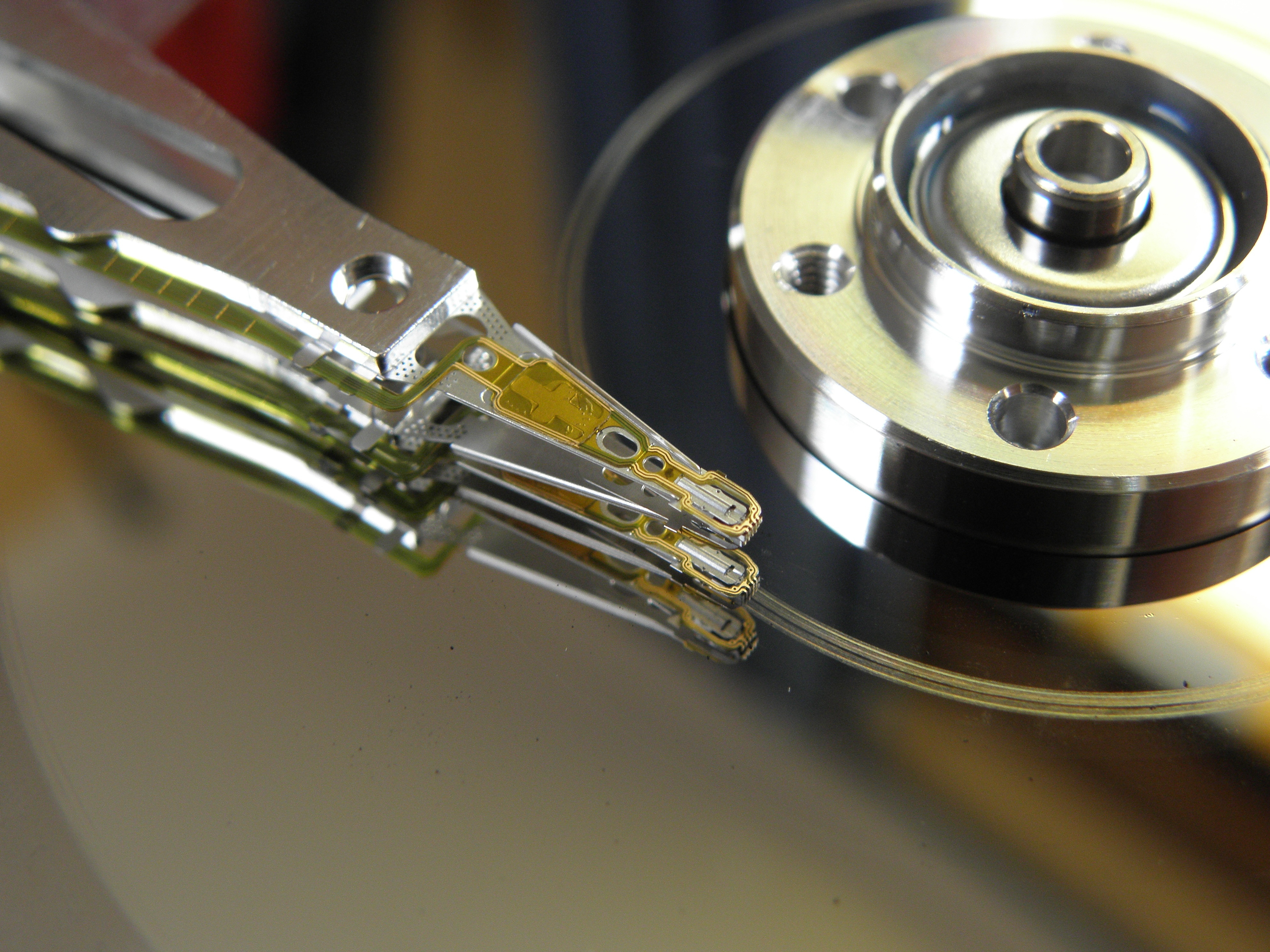
Têtes d'un disque dur.
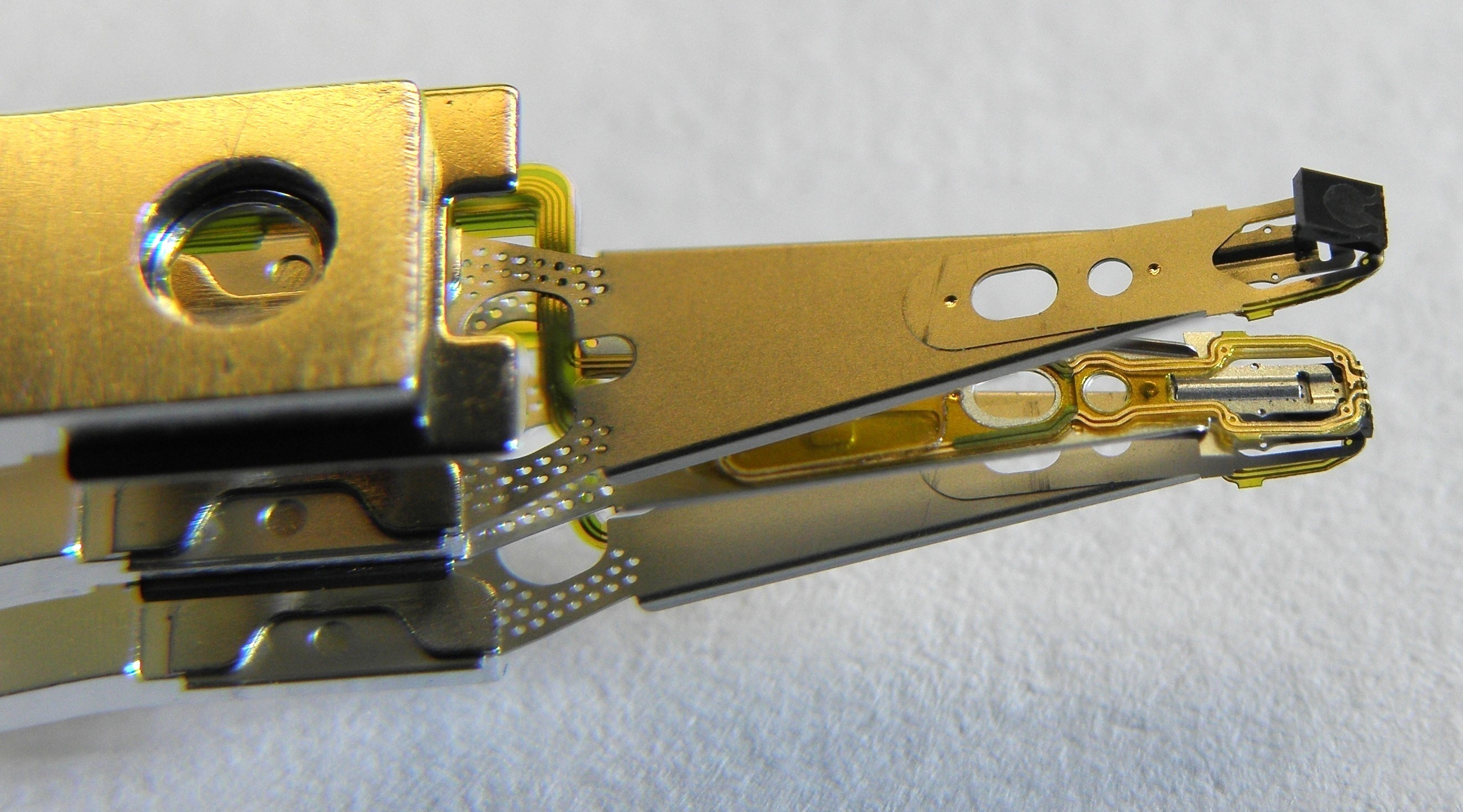
Têtes d'un disque dur.

### Électronique
L'électronique est composée d'une partie dédiée à l'asservissement des moteurs et d'une autre à l'exploitation des informations électriques issues de l'interaction électromagnétique entre les têtes de lecture et les surfaces des plateaux. Une partie plus informatique fait l'interface avec l'extérieur et la traduction de l'adresse absolue d'un bloc en coordonnées à 3 dimensions (tête, cylindre, bloc).
L'électronique permet également de corriger les erreurs logicielles (erreur d'écriture).

#### Contrôleur

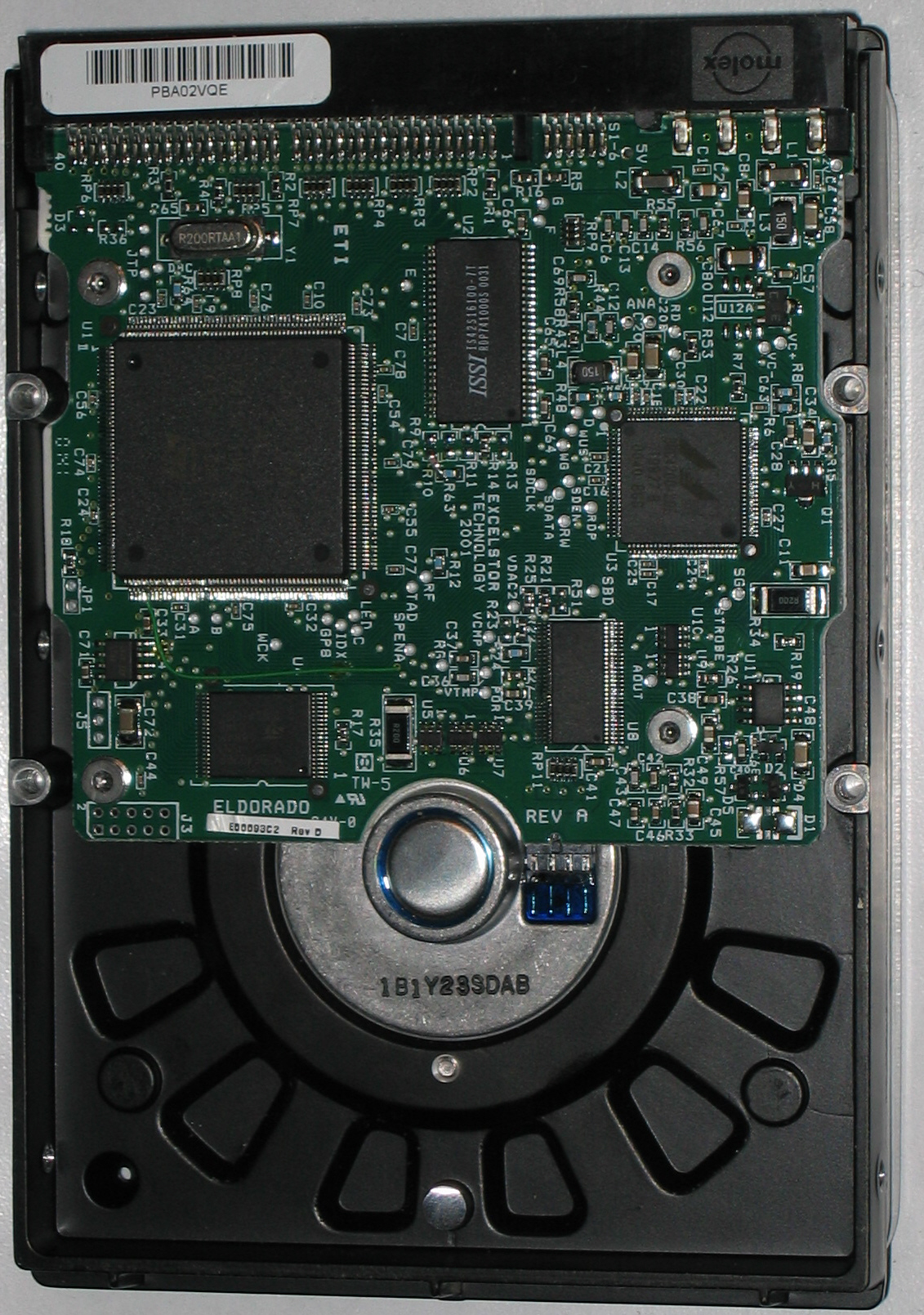
Disque dur avec sa carte contrôleur d'interface IDE.

Un contrôleur de disque est l'ensemble électronique qui contrôle la mécanique d'un disque dur. Le rôle de cet ensemble est de piloter les moteurs de rotation, de positionner les têtes de lecture/enregistrement et d'interpréter les signaux électriques reçus de ces têtes pour les convertir en données exploitables ou d'enregistrer des données à un emplacement particulier de la surface des disques composant le disque dur.
Sur les premiers disques durs, par exemple le ST-506, ces fonctions étaient réalisées par une carte électronique indépendante de l'ensemble mécanique. Le volumineux câblage d'interconnexion a rapidement favorisé la recherche d'une solution plus compacte : le contrôleur de disque se trouva alors accolé au disque, donnant naissance aux standards SCSI, IDE et maintenant SATA.
L'appellation « contrôleur de disque » est souvent employée par approximation en remplacement de « contrôleur ATA » ou « contrôleur SCSI ». « Contrôleur de disque » est une appellation générique qui convient également à d'autres types de périphériques ou de matériels de stockage : disque dur donc, mais aussi lecteur de CD, dérouleur de bande magnétique, scanner, etc.

### Alimentation électrique
Dans un ordinateur personnel, l'alimentation électrique d'un disque dur à interface IDE est reçue à travers un connecteur Molex. Certains disques durs à interface Serial ATA utilisaient dans un premier temps ce même connecteur Molex pour être compatible avec les alimentations existantes, mais ils ont progressivement tous migré vers une prise spécifique longue et plate (alimentation SATA).

## Types d'interface

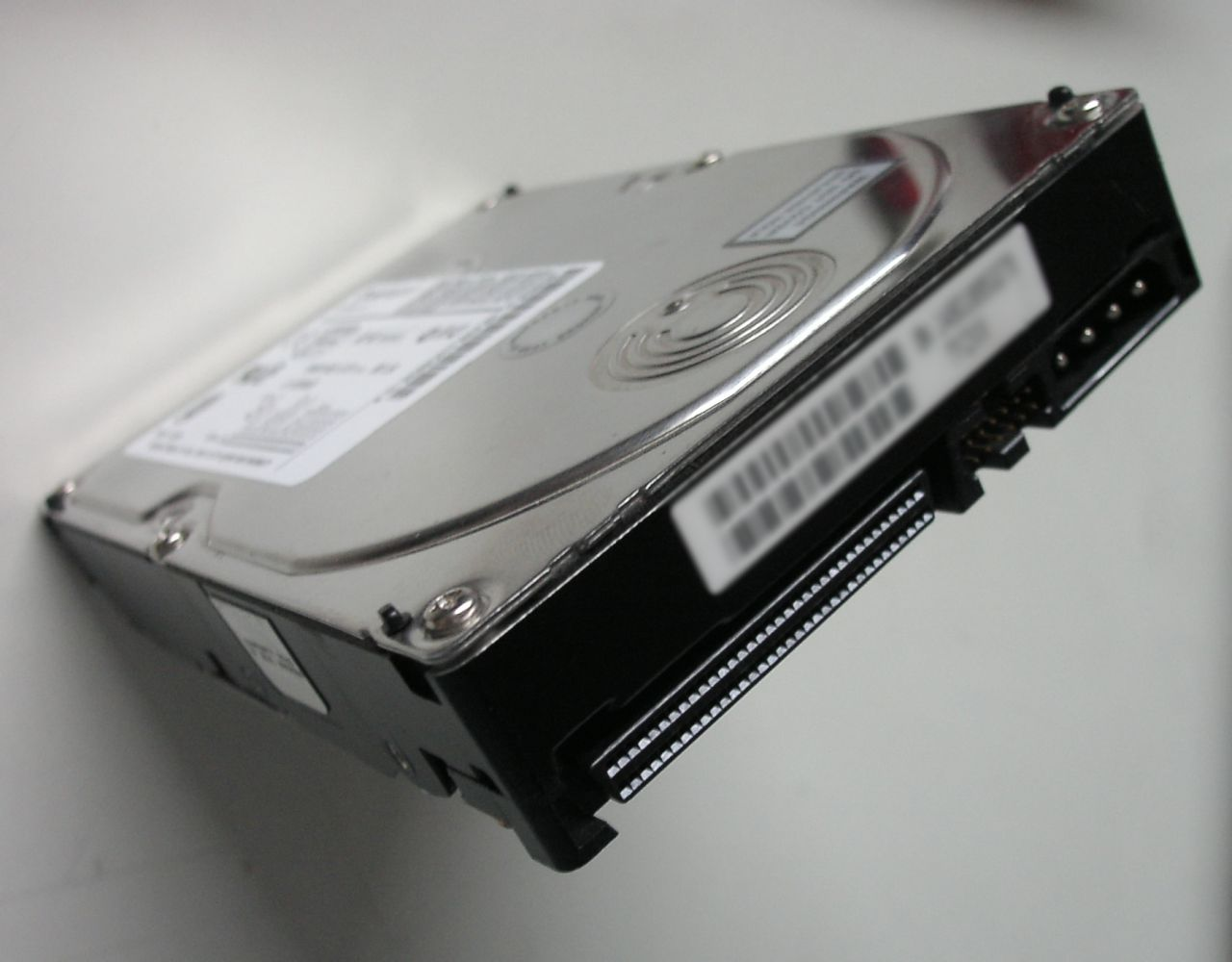
Un disque dur à interface SCSI.

Les interfaces des disques durs sont les connecteurs et les câbles permettant l'acheminement des données. Elles ont largement évolué avec le temps dans un souci de compacité, d'ergonomie et d'augmentation des performances. Voici les 2 principales interfaces de nos jours :
- Serial ATA (ou S-ATA) est l'interface série de loin la plus commune de nos jours sur les PC publics. Elle combine la compacité, l'ergonomie et la bande passante suffisantes pour ne pas être un goulot d'étranglement ;
- IDE (ou PATA) est une interface parallèle, la plus courante dans les machines personnelles jusqu'à 2005 et reconnaissable à sa nappe de connexion grise caractéristique à 80 broches/fil. Les connecteurs IDE sont directement liés au bus de communication du disque dur (comme les connecteurs ISA).

Les interfaces suivantes sont plus spécifiques ou plus anciennes :
- SCSI (Small Computer System Interface), plus chère que l'IDE mais offrant généralement des performances supérieures, est une interface surtout utilisée dans les serveurs. Elle est régulièrement améliorée (passage de 8 à 16 bits notamment et augmentation de la vitesse de transfert : normes SCSI-1, SCSI-2, SCSI-3). Cependant, un disque dur SCSI est limité à 16 partitions au maximum (contre 63 pour l'IDE[29]). Elle est désormais très peu utilisée dans les machines grand public ;
- Storage Module Device (SMD), très utilisée dans les années 1980, était principalement réservée pour les disques de grande capacité installés sur des serveurs ;
- SA1000 est un bus utilisé en micro-informatique et dont le ST-506 est un dérivé ;
- ST-506 était très utilisée au début de la micro-informatique dans les années 1980 ;
- ESDI (Enhanced Small Device Interface) a succédé au ST-506, qu'elle améliore ;
- SAS (Serial Attached SCSI) combine les avantages du SCSI avec ceux du Serial ATA et est compatible avec cette dernière, plus fiable et principalement utilisé sur les serveurs ;
- Fibre-Channel (FC-AL) est un successeur du SCSI. La liaison est sérielle et peut utiliser une connectique fibre optique ou cuivre. Elle est principalement utilisée sur les serveurs.

Les interfaces M2 concernent exclusivement les SSD et pas les disques durs.

## Les protocoles de communication
Les protocoles de communication avec une unité de stockage, incluant les disques durs, sont très dépendants de l'interface de connexion, il ne faut pas cependant les confondre.
- Norme ATA : norme encadrant les protocoles de l'interface IDE (en parallèle, d'où le terme fréquent de PATA) : 
  - ATA1 : première itération de la norme implémentant deux protocoles de communication : 
    - le PIO : le processeur de l'ordinateur est intercalé entre la RAM (qui contient les données à enregistrer sur le DD) et le disque dur. Le processeur, via un programme spécifique va identifier les clusters libres du disques dur, puis lire les instructions de la RAM pour les écrire dans le disque dur. Ce protocole est très simple à implémenter mais très consommateur en temps de calcul processeur,
    - le DMA : le disque dur accède à la RAM directement via son contrôleur. Ce qui améliore la bande passante et le débit. C'est le protocole le plus utilisé ;

  - ATA2 (EIDE) : amélioration des débits de transfert de données ;
  - ATA3 : amélioration de la fiabilité ;
  - ATA4 : augmentation de la plage d'adresses (adressage sur 28 bits / LBA pour Long Binary Address) pour pouvoir stocker dans des disques durs de 512 octets par secteur un total de 128 Go ;
  - ATA5 : amélioration des débits de transfert de données en DMA (mode 3, 40 broches) et avec le mode 4, aussi appelé « Ultra-DMA » (parfois appelé Ultra ATA par abus de langage, sur 80 broches) ;
  - ATA6 : amélioration du LBA à 48 bits, pour gérer des Disques durs de 2 Pétaoctets. Amélioration du protocole DMA (mode 5) pour atteindre 100 Mo/s de transfert ;
  - ATA7 : dernière version de la norme ATA pour atteindre un débit de 133 Mo/s en DMA (mode 6).
- Norme SATA : équivalent ATA, mais en Série, cette norme est à la norme ATA ce que le port Série est au port parallèle : plus petit, plus fiable, plus rapide, pour adresser des disques durs sans limite de capacité. Pour pouvoir utiliser un port SATA, il faut multiplexer les données du bus de la carte mère, via un contrôleur (c'est-à-dire une puce sur la carte mère), c'est le contrôleur SATA. Comme tout multiplexage, on peut autoriser des erreurs de communication (via des procédures de détection), et donc augmenter les débits de manière très importante. Pour communiquer avec ce contrôleur, le processeur utilise le protocole AHCI (qui permet aussi d'émuler une communication IDE).
- Technologie RAID, ce n'est pas un protocole, mais une manière de gérer plusieurs disques durs pour augmenter la sécurité des données et/ou le taux de transfert.

## Boîtiers adaptateurs (disques durs externes)
L'USB et le Firewire/IEEE 1394 (ainsi que les connectiques réseau) ne sont pas des interfaces de disque dur : les disques durs externes amovibles USB ou Firewire sont équipés en interne d'un adaptateur d'interface USB/S-ATA ou Firewire/S-ATA. Ces disques existent en trois formats : 1,3, 1,8 et 2,5 pouces mais on trouve aussi des boîtiers permettant de transformer des disques internes en disques externes, avec leur alimentation séparée et leur interface, généralement USB.
En plus de la compatibilité de la connectique, l'utilisation de disques de génération récente peut nécessiter un boîtier adaptateur capable de supporter cette technique nouvelle. Par ailleurs, certains disques durs externes ne peuvent être dissociés de leur adaptateur car ils forment un tout (circuit imprimé commun) ; dans ce cas, le disque dur ne peut pas être extrait pour être monté sur un ordinateur personnel.
En avril 2014, les capacités courantes sur le marché sont de 160, 250, 320, 500, 640, 750 Go, et de 1, 2, 3, 4, 5, 6 To. Des fonctionnalités telles que la sécurité biométrique ou des interfaces multiples sont disponibles sur les modèles les plus onéreux.

## Capacité

### Nominale
La capacité d'un disque dur peut être calculée ainsi : nombre de cylindres × nombre de têtes × nombre de secteurs par piste × nombre d'octets par secteur (généralement 512).
Cependant les nombres de cylindres, têtes et secteurs sont faux pour les disques utilisant le zone bit recording (enregistrement à densité constante), ou la translation d'adresses LBA. Sur les disques ATA de taille supérieure à 8 Go, les valeurs sont fixées à 255 têtes, 63 secteurs et un nombre de cylindres dépendant de la capacité réelle du disque afin de maintenir la compatibilité avec les systèmes d'exploitation plus anciens.
Par exemple avec un disque dur S-ATA Hitachi de fin 2005 : 63 secteurs × 255 têtes × 10 011 cylindres × 512 octets/secteur = 82 343 278 080 octets soit 76,688 Gio (ou 82,343 Go).

### Utilisable par les systèmes

#### DOS et Windows
La FAT12, lancée avec la première version de PC-DOS, conçue pour les disquettes, ne permettait d'adresser que 4 096 clusters, dont la taille pouvait être au maximum de 4 096 octets sous PC-DOS 2. Il s'ensuivait une limite de fait à 16 Mio par partition sous PC-DOS 2.
Lancée avec MS-DOS 3.0, la FAT16 autorisa l'adressage de 16 384 clusters de 2 048 octets, soit 32 Mio par partition, avec quatre partitions maximum pour MS-DOS 3.0.
Avec le DOS 4, le nombre de clusters put monter à 65 526, permettant des partitions de 128 Mio mais la taille des clusters ne pouvait toujours pas dépasser 2 048 octets.
MS-DOS 5 et 6 permirent l'usage de clusters plus grands, autorisant la gestion de partitions de 2 Gio avec des clusters de 32 Kio, mais ne géraient pas les disques de capacité de plus de 7,88 Gio car ils employaient l'interface INT-13 CHS (AH=02h et AH=03h) du BIOS.
MS-DOS 7.0 supprima la limite à 7,88 Gio par l'usage de la nouvelle interface INT-13 LBA (Enhanced Disk Drive Specification), mais conservait la limitation à 2 Gio par partition, inhérente à FAT16 avec des clusters de 32 Kio.
MS-DOS 7.1, distribué avec Windows 95 OSR/2 et Windows 98, supportait FAT32, ramenant la limite théorique à 2 Tio pour MS-DOS 7.1. Mais sur disque ATA, le pilote 32 bits de Windows 9x ne permettait que l'usage de LBA-28, et pas de LBA-48, ramenant la limite pratique à la gestion de disques de 128 Gio.
Les BIOS avaient eux-mêmes leurs limites d'adressage, et des limites propres aux BIOS apparurent pour les tailles de 504 Mio, 1,97 Gio, 3,94 Gio, 7,38 Gio, 7,88 Gio.
Cette dernière limite à 7,88 Gio ne put être dépassée qu'en étendant l'interface BIOS INT-13 par la BIOS Enhanced Disk Drive Specification,.
Les outils 16 bits de Microsoft ont eu leurs propres limites pour des tailles de 32 Gio et 64.

#### Linux
Avec les noyaux n'utilisant que l'adressage CHS sur les disques IDE, la capacité était limitée à 8 Gio.
Les noyaux contemporains utilisant nativement l'adressage LBA 48 bits, la limite de capacité est désormais de 128 Pio.

#### Limite structurelle
En 2010, l'adressage ATA est limité à 128 Pio par l'usage de la norme LBA-48.

### Compression
La compression de disque est une technique qui augmente la quantité d'informations pouvant être stockées sur un disque dur.
Les utilitaires de compression de disque étaient populaires au début des années 1990, lorsque les disques durs des micro-ordinateurs étaient encore relativement petits (20 à 80 mégaoctets) et assez coûteux (environ 10 US$ par mégaoctet). Les utilitaires de compression de disque permettaient alors d'augmenter pour un faible coût la capacité d'un disque dur, coût qui compensait alors largement la différence avec un disque de plus grande capacité.
Un bon utilitaire de compression de disque pouvait, en moyenne, doubler l'espace disponible pour une perte de vitesse négligeable[réf. nécessaire].
La compression de disque est tombée en désuétude à partir du milieu des années 1990[réf. nécessaire], lorsque les progrès de la technique de fabrication des disques durs ont entraîné une augmentation des capacités, une baisse des prix, et que les systèmes d'exploitation majeurs de l'époque ont intégré en standard cette fonctionnalité. Néanmoins cela continue à être utilisé sur certains disques durs externes et même SSD.

## Performances

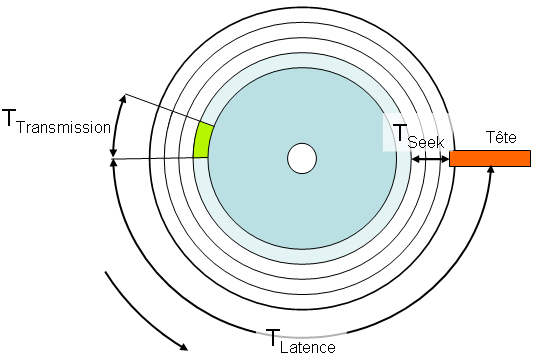
Pour lire le secteur (en vert) situé sur une piste interne à l'opposé de la tête de lecture (en rouge), il faut déplacer la tête vers l'intérieur (T_{Seek}), attendre que le bloc arrive sous la tête (T_{Latence}) puis lire la totalité du bloc (T_{Transmission}). Il est possible d'optimiser le temps d'accès en prenant en compte la vitesse de rotation pendant que la tête se déplace.

Le temps d'accès et le débit d'un disque dur permettent d'en mesurer les performances. Les facteurs principaux à prendre en compte sont :
le temps de latencefacteur de la vitesse de rotation des plateaux. Le temps de latence (en secondes) est égal à 60 divisé par la vitesse de rotation en tours par minute. Le temps de latence moyen est égal au temps de latence divisé par deux (car on estime que statistiquement les données sont à un demi-tour près des têtes). Dans les premiers disques durs, jusqu'en 1970, le temps de latence était d'un tour : on devait en effet attendre que se présente la home address, rayon origine (1⁄2 tour) devant les têtes, puis on cherchait le ou les secteurs concernés à partir de cette home address (1⁄2 tour). IBM munit des disques 3033 d'une piste fixe entière destinée à l'adressage, et qui éliminait le besoin de home address ;
le temps de positionnement (en anglais seek time)temps que met la tête pour atteindre le cylindre choisi. C'est une moyenne entre le temps piste à piste, et le plus long possible (full-stroke) ;
le temps de transfertest le temps que vont mettre les données à être transférées entre le disque dur et l'ordinateur par le biais de son interface.
Pour estimer le temps de transfert total, on additionne les trois temps précédents.
On peut par exemple rajouter le temps de réponse du contrôleur. Il faut souvent faire attention aux spécifications des constructeurs, ceux-ci auront tendance à communiquer les valeurs de pointe au lieu des valeurs soutenues (par exemple pour les débits).
L'ajout de mémoire vive sur le contrôleur du disque permet d'augmenter les performances. Cette mémoire sera remplie par les blocs qui suivent le bloc demandé, en espérant que l'accès aux données sera séquentiel. En écriture, le disque peut informer l'hôte qui a initié le transfert que celui-ci est terminé alors que les données ne sont pas encore écrites sur le média lui-même. Dans le cas de cache en écriture, cela pose un problème de cohérence des données.

## Sécurité
L'évolution rapide des systèmes conduisant à remplacer périodiquement les matériels, de nombreux disques durs recyclés contiennent des informations qui peuvent être confidentielles (comptes bancaires, informations personnelles…). Des guides concernant l'effacement des supports magnétiques sont disponibles.
Le contenu des disques durs est de plus en plus souvent chiffré pour obtenir de meilleures conditions de sécurité. Le chiffrement peut être logiciel (géré par le système d'exploitation) ou géré par une puce intégrée au disque dur.

## Gestions des secteurs défectueux

Disque dur victime d'un atterrissage
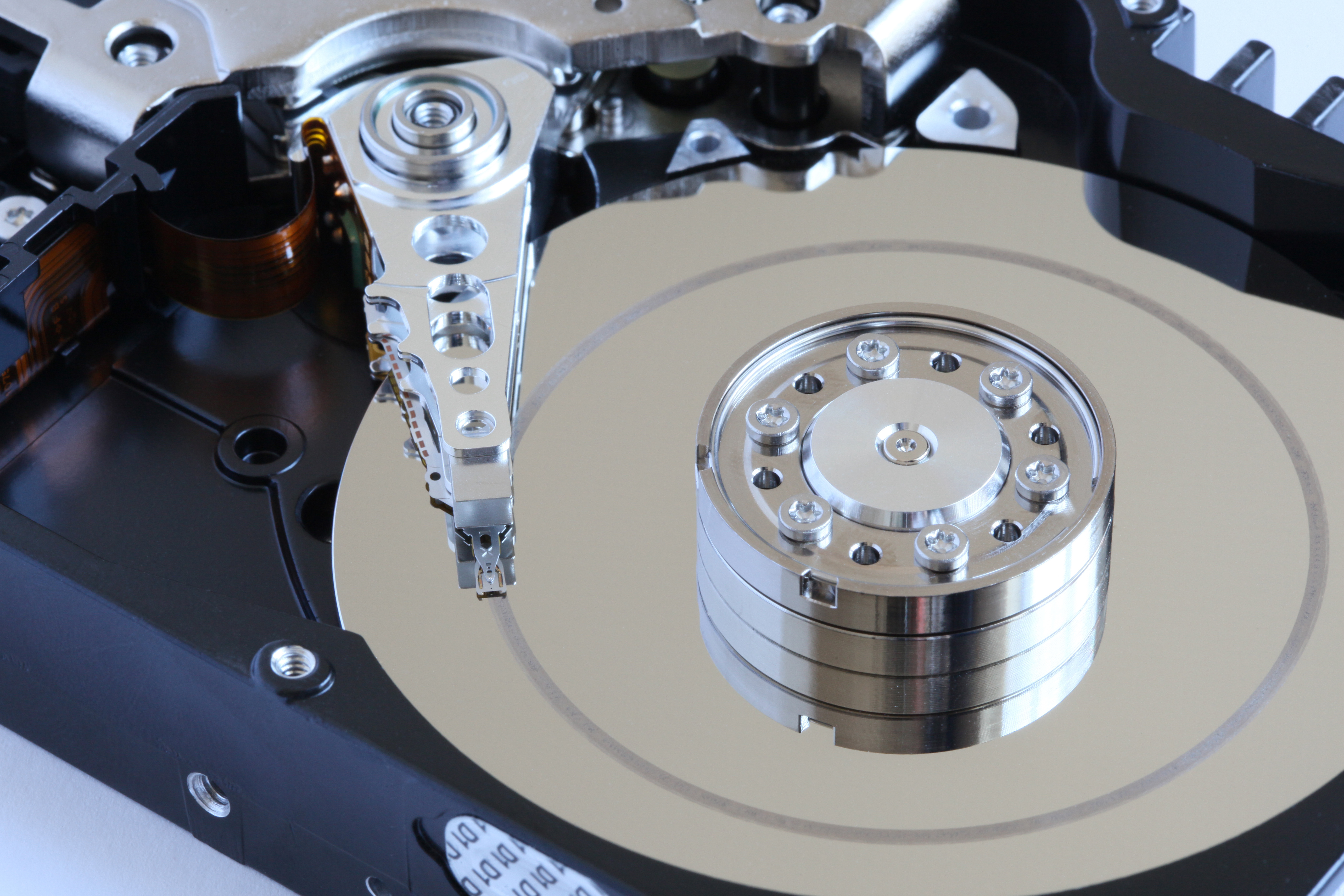
Au milieu du disque.
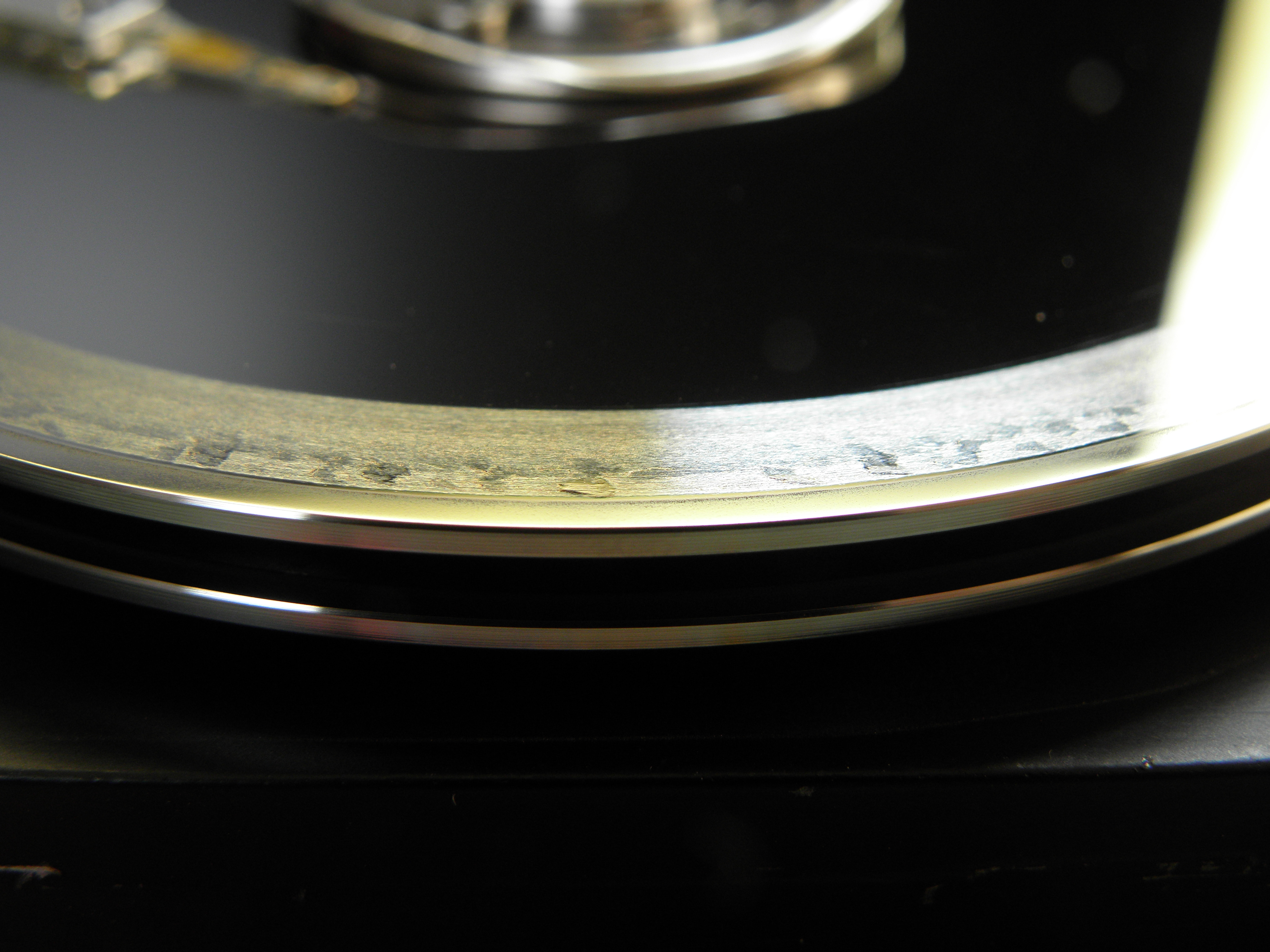
Sur le bord du disque.
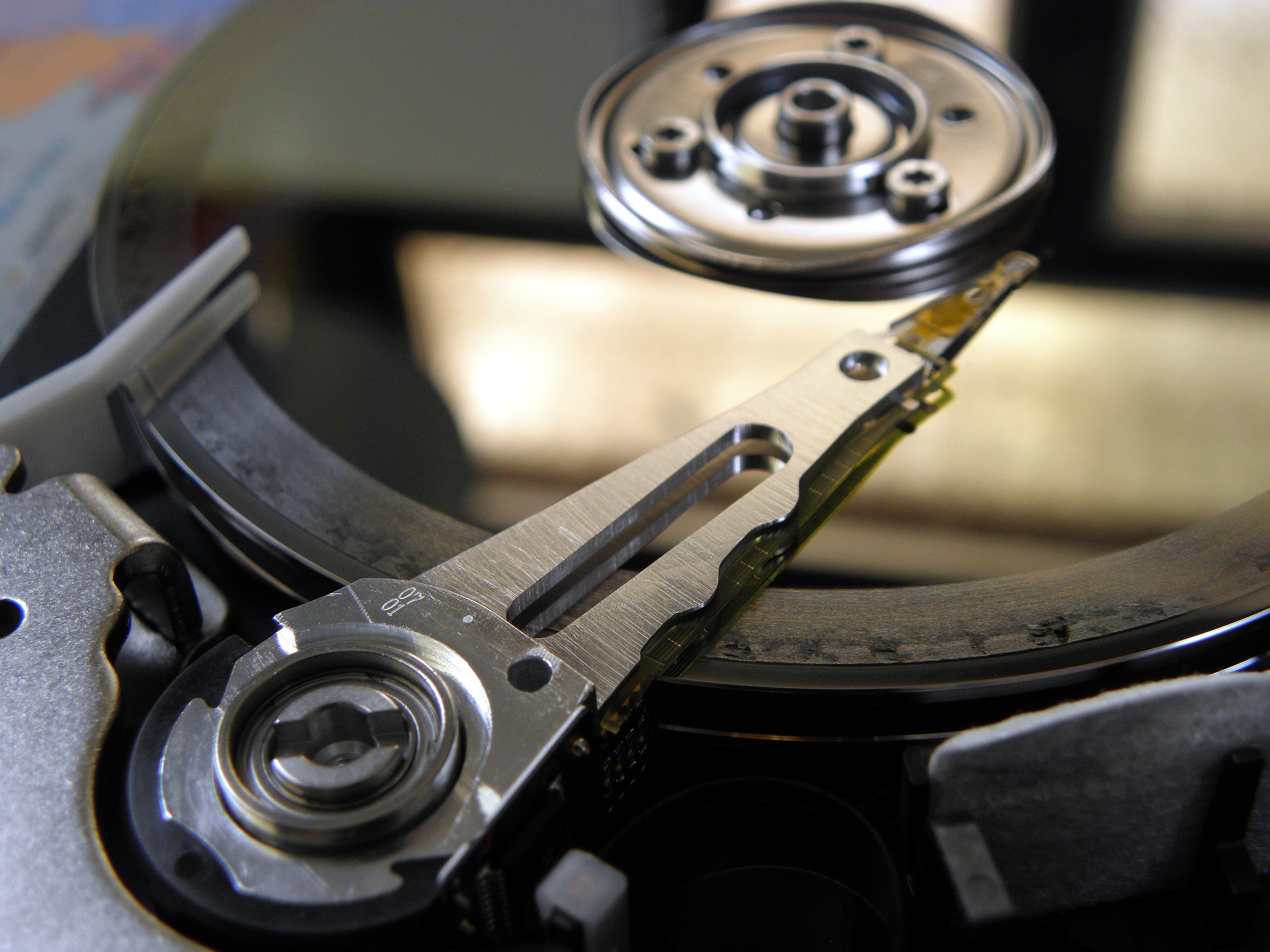
Sur les premières pistes.

Les anciens disques durs utilisant l'interface Modified Frequency Modulation (en), par exemple le Maxtor XT-2190, disposaient d'une étiquette permettant de répertorier les secteurs défectueux. Lors du formatage et donc, en vue d'une préparation à l'utilisation, il était nécessaire de saisir manuellement cette liste de secteurs défectueux afin que le système d'exploitation n'y accède pas. Cette liste n'était pas forcément vierge au moment de l'achat.
Avec le temps, les contrôleurs électroniques des disques durs ont pris en charge matériellement les secteurs défectueux. Une zone du disque dur est réservée à la ré-allocation des secteurs défectueux. Les performances s'en trouvent réduites, mais le nombre de secteurs étant faible, l'effet est négligeable pour l'utilisateur.
L'usure de la couche magnétique, importante sur les premiers disques durs mais de plus en plus réduite, peut causer la perte de secteurs de données.
Le contrôleur électronique embarqué du disque dur gère la récupération des secteurs défectueux de façon transparente pour l'utilisateur, mais l'informe de son état avec le SMART (Self-Monitoring, Analysis and Reporting Technology). Dans la grande majorité des cas, le contrôleur ne tente pas une récupération des nouveaux secteurs défectueux, mais les marque simplement comme inutilisables. Ils seront réalloués au prochain formatage bas-niveau à des secteurs de remplacement parfaitement lisibles. Cependant, suivant le contrôleur et l'algorithme utilisé, la réallocation peut avoir lieu pendant le fonctionnement.
Les secteurs défectueux représentent une pierre d'achoppement des sauvegardes matérielles de disques durs en mode miroir (que ce soit au moyen de doubles docks possédant un dispositif de copie matérielle hors connexion ou d'une commande comme dd en Linux), car ces secteurs peuvent exister sur un disque et non sur l'autre, ou encore être à des endroits différents sur chaque disque, rendant dès lors la copie matérielle imparfaite.

## Formats

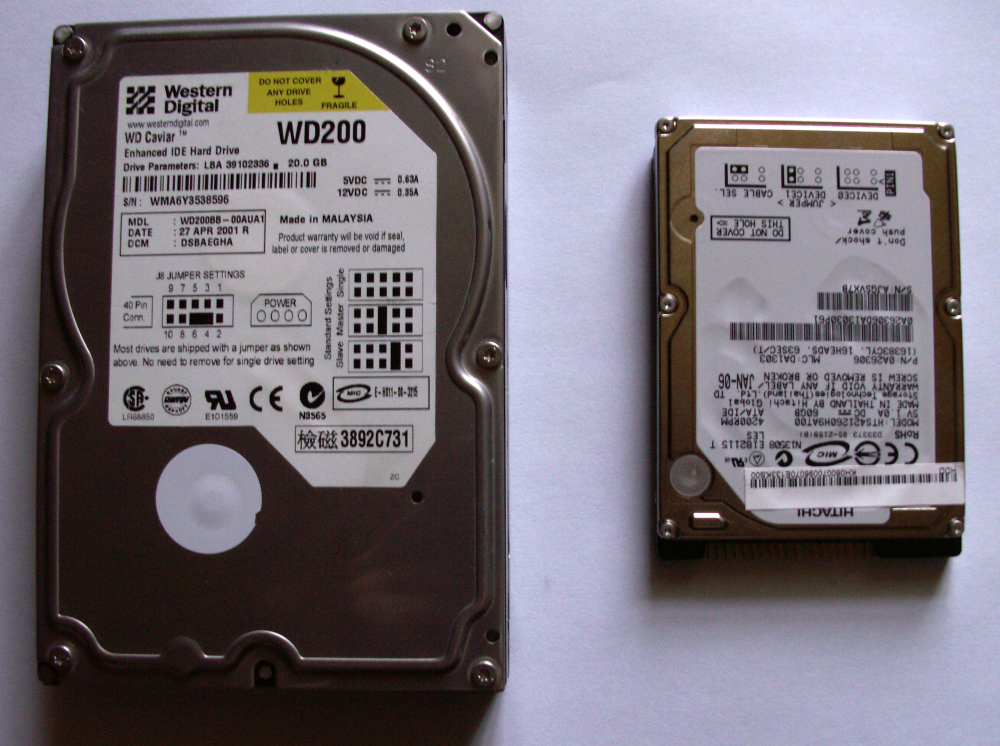
Disques durs et.

Les dimensions des disques durs sont normalisées :
- 19 pouces (48,26 cm) pour les anciens disques (à interface SMD) ;
- 8 pouces (20,32 cm) : génération suivante, permettant de mettre deux disques sur une largeur de baie ;
- 5,25 pouces (13,335 cm) : format apparu en 1980 avec le ST-506, on le trouve aussi en demi-hauteur ;
- 3,5 pouces (8,89 cm) est la taille standard depuis de nombreuses années ;
- 2,5 pouces (6,35 cm) pour les ordinateurs portables à l'origine et installé sur certains serveurs depuis 2006, et qui est le format des solid-state drives ;
- 1,8 pouce (4,572 cm) pour les baladeurs numériques, les ultraportables, certains disques durs externes.

De plus petits disques existent mais entrent dans la catégorie des microdrives, avec une taille de 1 pouce (2,54 cm).
Les formats normalisés précédents sont définis d'après la taille des plateaux. Il existe aussi une normalisation de la taille des boîtiers pour permettre aux disques durs de tous les manufacturiers de s'insérer dans tous les ordinateurs.

### Tableau récapitulatif
| Form Factor (facteur de forme) | Largeur (pouce / mm) | Longueur (pouce / mm)            | Hauteur (pouce / mm) | Application |
| ------------------------------ | -------------------- | -------------------------------- | -------------------- | --- |
| 2,5″ 19 mm de hauteur          | 2,75 / 70            | 3,94 / 100                       | 0,75 / 19            | Les plus hautes capacités de disques 2,5 pouces, utilisés dans les ordinateurs portables                                             |
| 2,5″ 17 mm de hauteur          | 2,75 / 70            | 3,94 / 100                       | 0,67 / 17            | Disques de capacité moyenne utilisés dans certains systèmes d'ordinateurs portables                                                  |
| 2,5″ 12,5 mm de hauteur        | 2,75 / 70            | 3,94 / 100                       | 0,49 / 12,5          | Disques de faible capacité utilisés dans les ordinateurs portables de petite taille (notebooks)                                      |
| 2,5″ 9,5 mm de hauteur         | 2,75 / 70            | 3,94 / 100                       | 0,37 / 9,50          | Disques de très faible capacité utilisés dans les ordinateurs portables de très petite taille (mini-notebooks)                       |
| 2,5″ 7 mm de hauteur           | 2,75 / 70            | 3,94 / 100                       | 0,28 / 7,00          | Disques dénommés "slim", format courant pour les SSD, utilisés dans les ordinateurs portables de très petite taille (mini-notebooks) |
| 3,5″ demi-hauteur              | 4,0 / 101            | 5,75 / 146                       | 1,63 / 41,5          | Haut de gamme, disques durs haute capacité                                                                                           |
| 3,5″ Low-Profile               | 4,0 / 101            | 5,75 / 146                       | 1,0 / 25,4           | Disques industriels standard, forme la plus courante de disque dur                                                                   |
| 5.25" (lecteur DVD)            | 5,75 / 146           | 5,75 / 146 6,5 / 165 avec façade | 1,63 / 41,5          | Ancien format, encore utilisé par les lecteurs DVD / BD.                                                                             |

### Microdrive

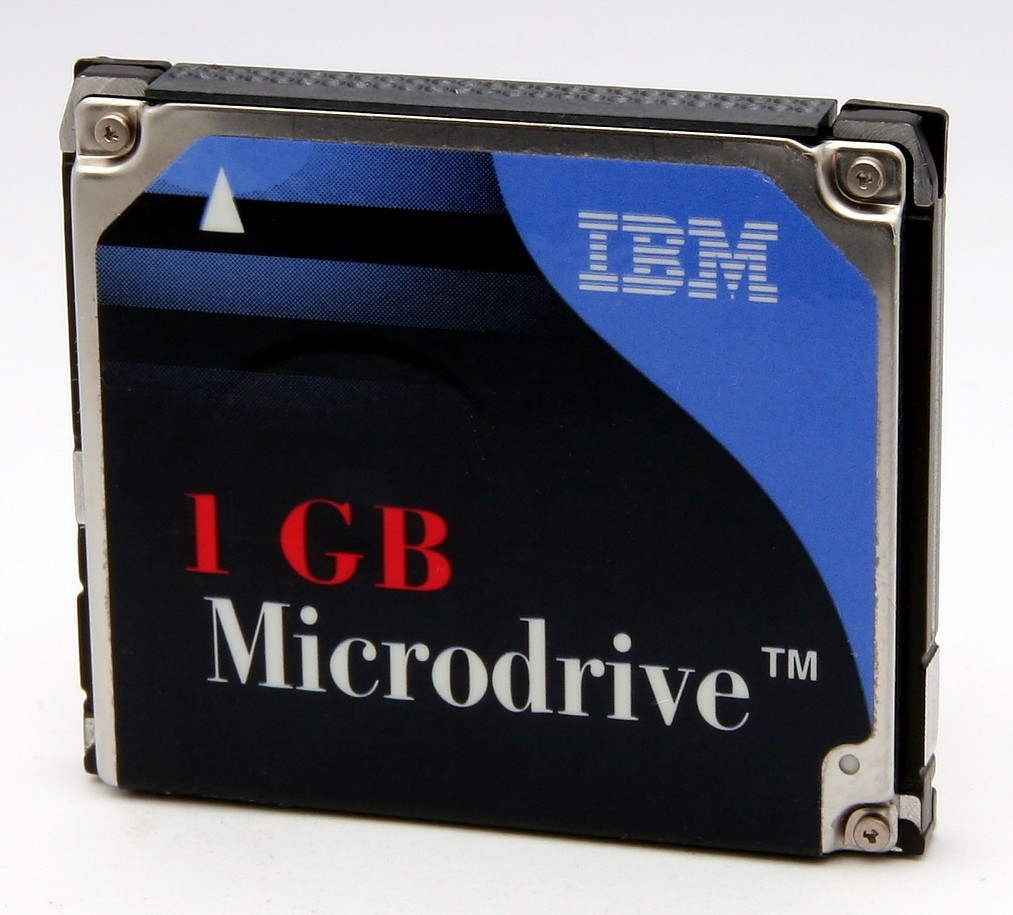
en d'1 Go (2005).

Le disque Microdrive est créé en 1998 par IBM. Microdrive est une marque déposée pour un disque dur de très petite taille développé puis commercialisé à partir de 1999 pour répondre aux besoins des baladeurs numériques et surtout de la photographie numérique.
Le Microdrive emprunte les dimensions et la connectique d'une carte mémoire CompactFlash (CF type 2) et est utilisé de la même manière. Sa capacité varie de 170 Mo à 8 Go. Ce disque avait, à l'époque, une capacité supérieure aux cartes mémoires, mais était plus cher (mécanique de précision avec systèmes antichocs), plus fragile et consommait davantage d'électricité à cause de son micromoteur. Il était principalement utilisé dans les appareils photos professionnels et dans certains lecteurs MP3 en raison de sa capacité importante. Depuis environ 2007, ce type de disque dur est en concurrence frontale avec les cartes de mémoire flash, qui sont moins sensibles aux chocs, car faites d'électronique pure et dont le prix diminue sans cesse.

## Disque virtuel (RAM disque)
Un disque virtuel est un logiciel qui permet d'émuler un disque à partir d'un espace alloué en mémoire centrale. Sa création est faite par le pilote de disque virtuel, sa destruction est faite par la réinitialisation ou l'extinction de l'ordinateur (plus rarement par le pilote), les accès se font par des appels systèmes identiques à ceux pour les disques réels (le noyau doit contenir les pilotes adéquats). Les temps d'accès sont extrêmement rapides, en revanche, par nature, la capacité d'un disque virtuel ne peut excéder la taille de la mémoire centrale.
Les données étant perdues si la mémoire n'est plus alimentée électriquement, on écrit en général sur un disque virtuel des fichiers pour lecture seule, copies de fichiers sur disque, ou des fichiers intermédiaires dont la perte importe peu, par exemple :
- les fichiers overlay[e] de code exécutable (souvent d'extensions .OVR ou .OVL) ;
- les fichiers intermédiaires de compilation (extensions .OBJ ou .o).

## Disque dur amovible
Historiquement, le premier disque dur amovible à large diffusion commerciale était un boîtier rackable contenant un disque dur et doté d'une interface IDE ; avec ce type de technique, aucun branchement à chaud n'était possible. Les disques externes raccordables à chaud commercialisés par la suite sont principalement dotés d'un port FireWire, eSata ou USB.
Les disques durs externes raccordés via un port USB sont de plus en plus abordables, et possèdent par exemple des capacités de 500 Go, 1, 2 et même 5 To, pour un usage typique de sauvegarde de données volumineuses (photos, musique, vidéo). L'interface est de type USB 2.0 ou USB 3.0, et elle sert aussi à l'alimentation électrique. Ils sont parfois dotés de deux prises USB, la deuxième permettant une meilleure alimentation en énergie, un port étant limité à 500 mA ; l'utilisation de deux ports permet d'atteindre 1 000 mA.

Differents types de disques durs externes
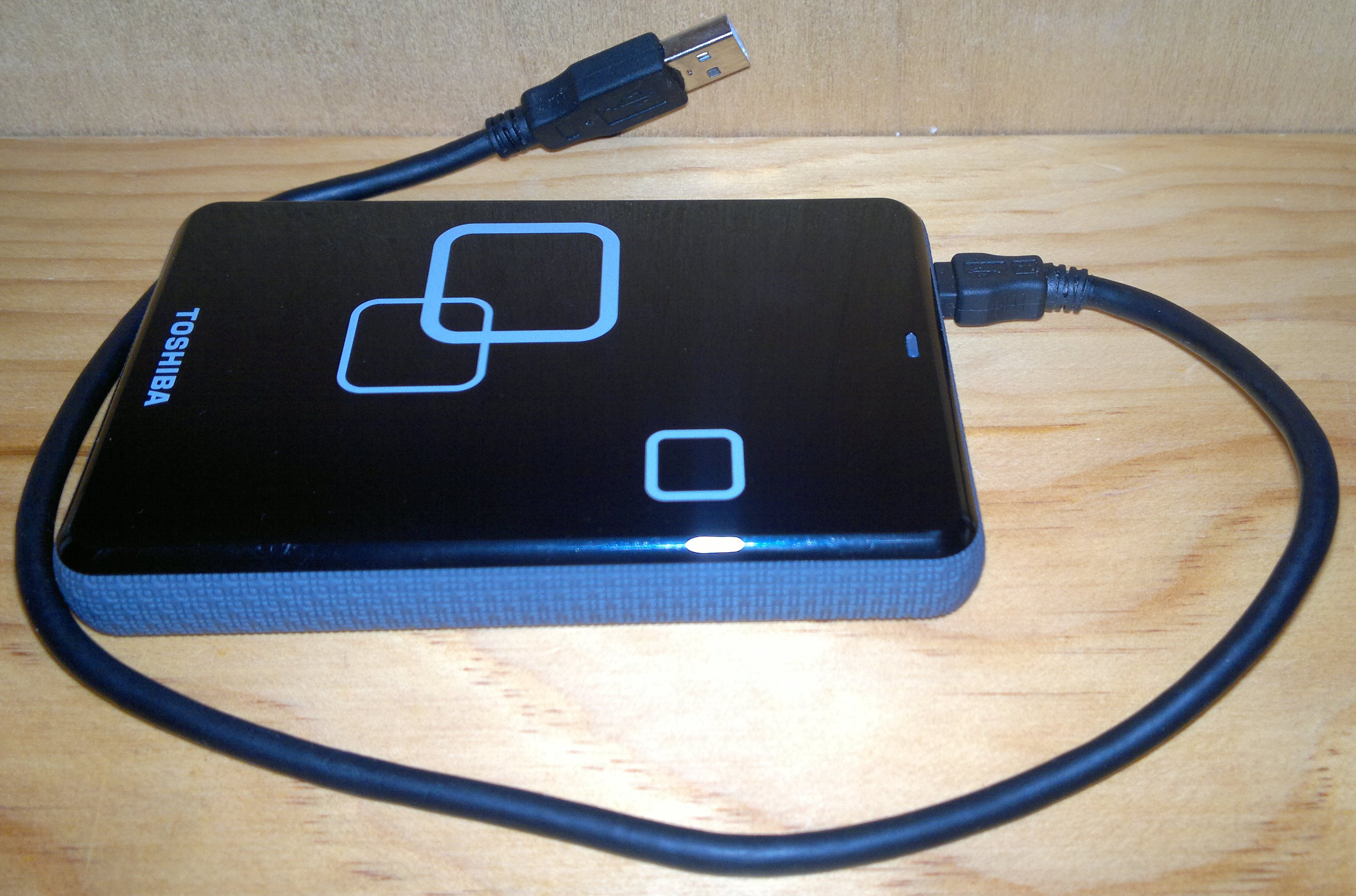
Disque externe Toshiba de capacité 1 To.
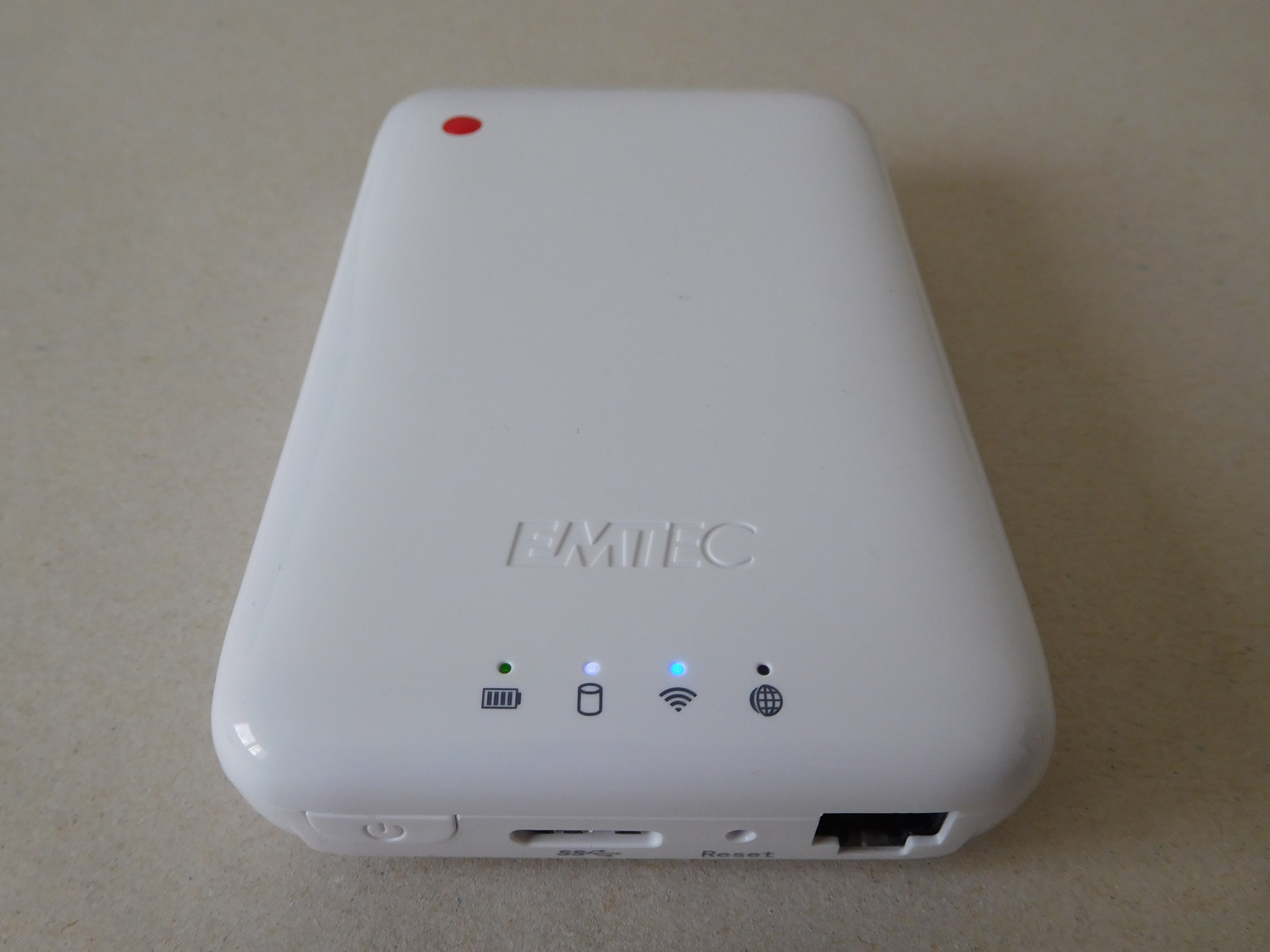
Disque Wi-Fi EMTEC de 500 Go, avec port Ethernet.

## Concurrents du disque dur classique

### Solid-state drive

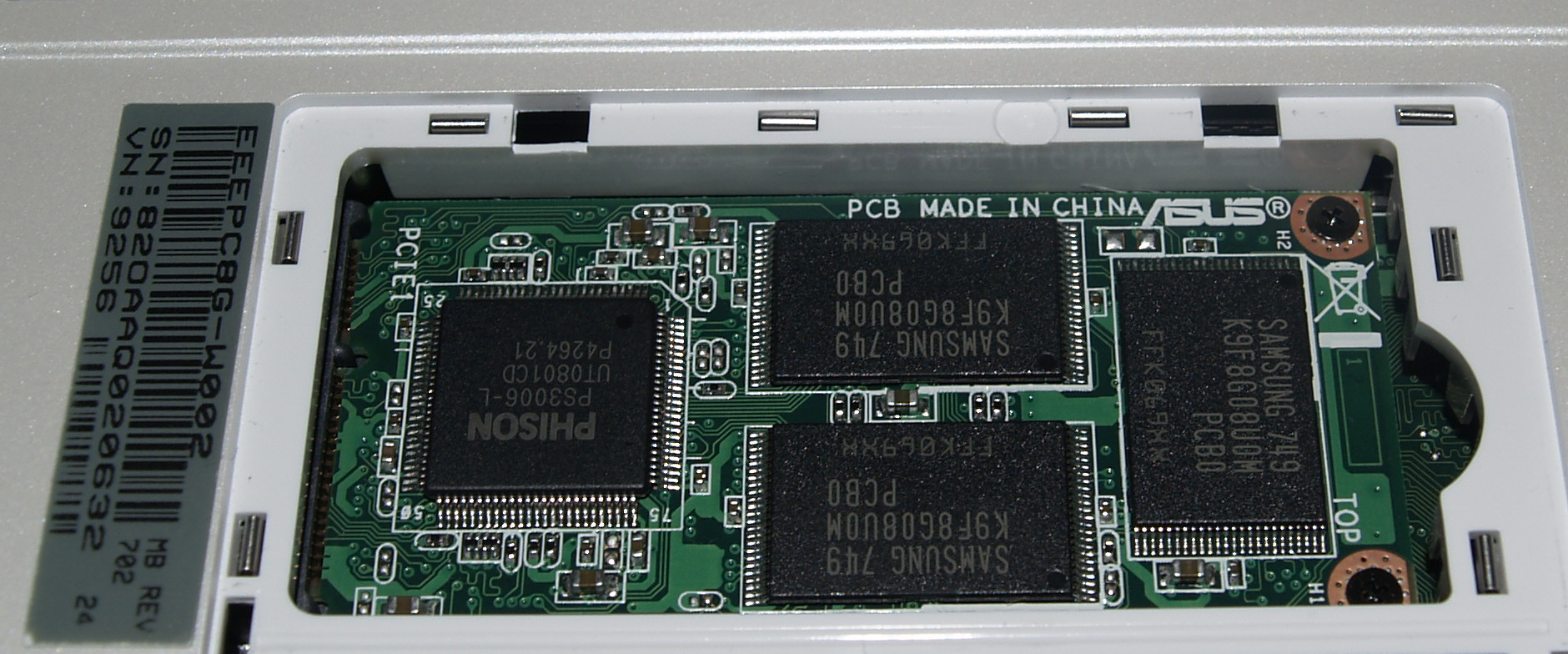
Disque SSD de 8 Go.

Un SSD (pour solid-state drive) peut avoir extérieurement l'apparence d'un disque dur classique, y compris l'interface, ou avoir un format plus réduit (mSATA, mSATA half-size, autrement dit demi-format) mais est dans tous les cas constitué de plusieurs puces de mémoire flash et ne contient aucun élément mécanique.
Par rapport à un disque dur, les temps d'accès sont très rapides pour une consommation généralement inférieure, mais lors de leur lancement, leur capacité était encore limitée à 512 Mo et leur prix très élevé.
Depuis 2008, on voit la commercialisation d'ordinateurs portables (généralement des ultraportables) équipés de SSD à la place du disque dur, par la plupart des grands constructeurs (Apple, Acer, Asus, Sony, Dell, Fujitsu, Toshiba, etc.). Ces modèles peuvent être utilisés par exemple dans un autobus, ce qui serait déconseillé pour un modèle à disque dur physique, la tête de lecture risquant alors d'entrer en contact avec le disque et d'endommager l'un et l'autre.

### Disque dur hybride
À mi-chemin entre le disque dur et le SSD, les disques durs hybrides (SSHD) sont des disques magnétiques classiques accompagnés d'un petit module de mémoire flash (8 à 64 Go selon le fabricant) et d'une mémoire cache (8 à 64 Mo selon le fabricant).
Développé en priorité pour les ordinateurs portables, l'avantage de ces disques réside dans le fait de réduire la consommation d'énergie, d'augmenter la vitesse de démarrage et d'augmenter, enfin, la durée de vie du disque dur.
Lorsqu'un ordinateur portable équipé d'un disque hybride a besoin de stocker des données, il les range temporairement dans la mémoire flash, ce qui évite aux pièces mécaniques de se mettre en route.
L'utilisation de la mémoire flash devrait permettre d'améliorer de 20 % les chargements et le temps de démarrage des PC. Les PC portables devraient quant à eux profiter d'une augmentation d'autonomie de 5 à 15 %, ce qui pourrait se traduire par un gain de 30 minutes sur les dernières générations de PC portables[réf. souhaitée].

## Fabricants

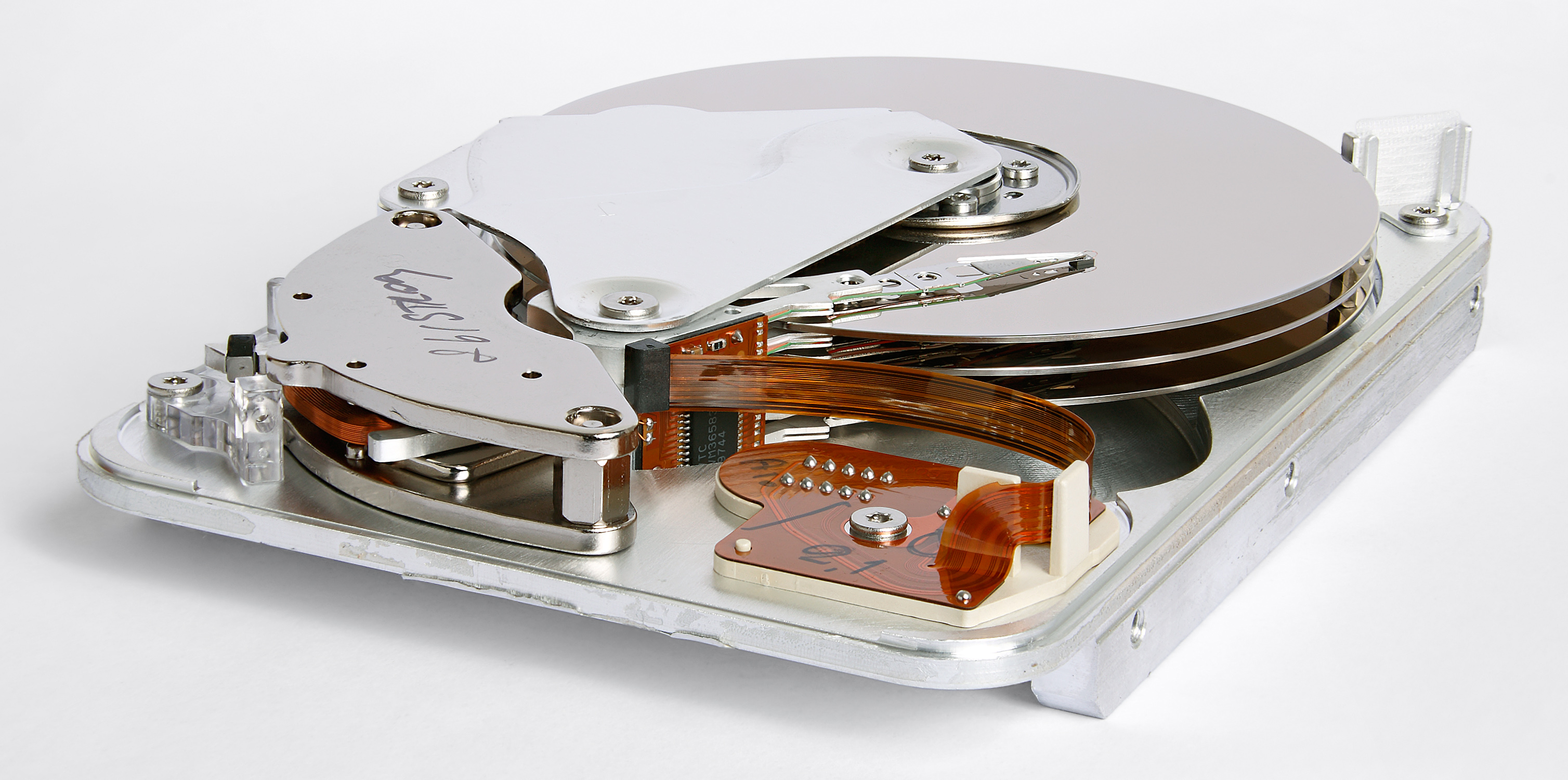
Vue interne d'un Seagate Medalist ST33232A.

Le nombre de fabricants de disques durs est assez limité depuis les années 2000, en raison de divers rachats ou fusions d'entreprises, voire l'abandon par certaines entreprises de cette activité.
Les fabricants mondiaux restants sont :
- Seagate ;
- Toshiba ;
- Western Digital.

Les fabricants historiques sont :
- Samsung — activité disques dur rachetée par Seagate en 2011 pour 1,375 milliard de dollars ;
- Conner Peripherals ;
- HP ;
- Hitachi GST — racheté par Western Digital en 2011[51] ;
- IBM — activité disques dur rachetée par Hitachi en 2003 ;
- Maxtor — racheté par Seagate en 2005 ;
- Micropolis (entreprise) (en) — a fermé en 1997 ;
- MiniScribe (en) — faillite puis racheté par Maxtor en 1990 ;
- NEC ;
- Quantum — racheté par Maxtor en 2001 ;
- Storage Technology — racheté par Sun Microsystems en 2005 ;
- Cornice — faillite en 2007 ;
- Fujitsu — racheté par Toshiba en 2009 ;
- et autres : Liste d'anciens fabricants de disques durs (en).